# تحقيق المستشار الخاص (2017–2019)
تحقيق المستشار الخاص هو التحقيق الذي أجراه المستشار الخاص في الفترة من 2017 إلى 2019 ؛ كان تحقيقًا لإنفاذ قانون الولايات المتحدة ومكافحة مضادة للتجسس موجهة ضد جهود الحكومة الروسية للتدخل في الانتخابات الرئاسية عام 2016. وفقًا لوثائق التفويض الموقّعة من قبل نائب المدعي العام رود روزنستاين في 17 مايو 2017، يشمل نطاق التحقيق «الادعاء بوجود روابط أو تنسيق بين كل من حملةدونالد ترامب الرئاسية والحكومة الروسية»  كذلك «أي قضايا نشأت أو قد تنشأ مباشرة كناتج عن التحقيق». تضمن نطاق التحقيق أيضًا التحقق من احتمال قيام ترامب وأشخاص آخرين بإعاقة العدالة. انطلق التحقيق الخاص بالمستشار الخاص، الذي أجراه مكتب المستشار الخاص لوزارة العدل برئاسة روبرت مولر، الجمهوري والمدير السابق لمكتب التحقيقات الفيدرالي (FBI)، بعد ثمانية أيام من إقالة الرئيس ترامب لمدير مكتب التحقيقات الفيدرالي جيمس كومي، الذي كان يقود تحريات مكتب التحقيقات الفيدرالي منذ يوليو 2016 في قضية الروابط بين شركاء ترامب والمسؤولين الروس. بعد إعفاء كومي، دعا أكثر من 130 من المشرعين الديمقراطيين في الكونغرس إلى تعيين مستشار خاص، في حين بدأ مكتب التحقيقات الفيدرالي في التحقيق مع ترامب لعرقلة العدالة. وتولى مكتب المستشار الخاص هذين التحقيقين بدلا من مكتب التحقيقات الفيدرالي.
أسفر التحقيق عن إصدار العشرات من لوائح الاتهام في الجرائم الفيدرالية وما لا يقل عن ثمانية من التهم أو الإدانات. في أغسطس 2018، أُدين بول مانافورت رئيس حملة ترامب السابق في ثماني تهم جنائية بارتكاب جرائم مالية ‏ في محكمة منطقة الولايات المتحدة للمنطقة الشرقية من ولاية فرجينيا وبعد شهر واحد أقر بالذنب بالتآمر للاحتيال على الولايات المتحدة ‏ وإعاقة العدالة وذلك في صفقة الإقرار مقابل تعاونه الكامل مع المدعين العامين. أدى التحقيق أيضًا إلى اعتراف مايكل فلين، مستشار الأمن القومي السابق لدى ترامب، بذنب جريمة الإدلاء بتصريحات كاذبة ‏ إلى مكتب التحقيقات الفيدرالي، وكجزء من صفقة الإقرار في ديسمبر 2017، تعين عليه أن يكون شاهدًا متعاونًا في التحقيقات. حصل مولر على إقرار بالذنب من شريك أعمال مانافورت ريك غيتس، والمحامي الهولندي ألكس فان دير زوان ‏، ومستشار حملة ترامب السابق جورج بابادوبولوس ‏، وسام باتن وريتشارد بينيدو. وباستثناء فان دير زوان، أصبحوا جميعا شهودًا متعاونين مع المحققين. في فبراير 2018، وجّه مولر لوائح الاتهام إلى 13 مواطناً روسياً وثلاثة كيانات روسية، وعلى الأخص وكالة أبحاث الإنترنت. وفي يونيو 2018 أضاف لائحة اتهام لكونستانتين كيليمنيك ‏، الشريك التجاري لمانافورت. في يوليو 2018، وُجّه الاتهام إلى 12 عضوًا من مجموعة جي أر يو للتجسس الإلكتروني الروسي والمعروفة باسم فانسي بير، المسؤولة عن اختراق بريد اللجنة الوطنية الديمقراطية الإلكتروني في عام 2016 [الإنجليزية]. أحيلت التحقيقات مع محامي ترامب الشخصي مايكل كوهين إلى مكتب المحامي في الحي الجنوبي في نيويورك. جُرّم مستشار ترامب روجر ستون بسبع تهم في يناير 2019.
بينما تمتع التحقيق بداية بدعم من كلا الحزبين، إلا أنه أصبح عرضة للانتقاد من قبل ترامب وأنصاره. انتقد ترامب الأشخاص والجماعات المرتبطة بالتحقيق أكثر من ألف مرة. في 30 كانون الثاني (يناير) 2019، كشف أحد ملفات محكمة مكتب التحقيقات الفيدرالي أن شخصًا ما موجود في روسيا كان يحاول أيضًا تشويه سمعة المستشار الخاص عبر موقع تويتر. كما أرسل اشخاص روس وثائق مزورة للصحفيين. قد أثيرت بعض مزاعم سوء السلوك ضد المحققين ولكنها كشفت على الفور. انتقد ترامب وأنصاره تكلفة التحقيق. إذ أنه وبحلول ديسمبر 2018، كان التحقيق قد كلف حوالي 25 مليون دولار إلا أنه جمع قرابة 48 مليون دولار من خلال مصادرة الأصول ‏.
أنهى مكتب المستشار الخاص تحقيقه وقدم التقرير النهائي إلى النائب العام ويليام بار في 22 مارس 2019. في 24 مارس، أرسل بار خطابًا من أربع صفحات إلى الكونغرس يبرز فيه نتائج المستشار الخاص فيما يتعلق بالتدخل الروسي وعرقلة العدالة. قال بار أنه فيما يتعلق بمسألة التدخل الروسي في الانتخابات، قام مولر بتفصيل طريقتين حاولت روسيا من خلالهما التأثير على الانتخابات لصالح ترامب، لكن «لم يثبت أن أعضاء حملة ترامب تآمروا أو قاموا بالتنسيق مع الحكومة الروسية في محاولاتها للتأثير على الانتخابات.»  وفيما يتعلق بمسألة عرقلة العدالة، قال بار إن المستشار الخاص لم يتوصل إلى نتيجة، مشيرا إلى أن مولر كتب «في حين أن هذا التقرير لا يستنتج أن الرئيس ارتكب جريمة، فإنه لا يعفيه». وفقًا لسياسة وزارة العدل، تم إرسال قضية إعاقة العدالة إلى النائب العام ونائب المدعي العام للمراجعة. تجاوز بار تقرير مولر قائلا بأنه وروزنشتاين قاما بتقييم احتمال حدوث عرقلة، وخلصا إلى أنه لا يمكن إثباتها ضمن محاكمة قانونية.

## الاتهام الأصلي للتدخل الروسي في الانتخابات
في يناير 2017، صدر تقييم عن مكتب مدير الاستخبارات الوطنية، برئاسة جيمس كلابر، والذي أكد أن القيادة الروسية كانت تفضل المرشح الرئاسي دونالد ترامب على هيلاري كلينتون، مضيفًا أن الرئيس الروسي فلاديمير بوتين أمر شخصيًا بإطلاق «حملة تأثير» لإلحاق الأذى بفرص كلينتون الانتخابية و«تقويض إيمان العموم بالعملية الديمقراطية الأمريكية». حيث زُعم أن الحكومة الروسية تدخلت في الانتخابات الرئاسية لعام 2016 من خلال دعم ترشيحات ترامب وبيرني ساندرز وجيل شتاين من أجل زيادة عدم الاستقرار السياسي في الولايات المتحدة، فضلاً عن إلحاق الضرر بحملة كلينتون الرئاسية.

## الأصل والقوى

### تحقيقات مكتب التحقيقات الفدرالي الأصلية
عندما عُيّن المستشار الخاص من قبل رود روزنستاين في مايو 2017، تولى ذلك المستشار التحقيق الحالي لمكافحة التجسس من بدلا من مكتب التحقيقات الفيدرالي فيما ثبت أنه تدخل روسي في انتخابات الولايات المتحدة عام 2016 والعثور على العديد من الروابط السرية بين الروابط بين شركاء ترامب والمسؤولين الروس. وفقًا للتقارير، فقد أبلغ المسؤولون الأستراليون المسؤولين الأميركيين أنه وفي مايو 2016، أبلغ جورج بابادوبولوس ‏، مستشار حملة ترامب الرئاسية، المفوض السامي الأسترالي لبريطانيا ‏، الكسندر دونر، أن المسؤولين الروس يمتلكون معلومات مدمرة سياسياً تتعلق بهيلاري كلينتون، المرشحة الرئاسية المنافسة لترامب. وبالنظر إلى أن مكتب التحقيقات الفيدرالي، وكاستجابة لتلك المعلومات، فتح تحقيقًا في الروابط بين شركاء ترامب والمسؤولين الروس في 31 يوليو 2016، تم أعتبار الاجتماع بين بابادوبولوس وداونر «الشرارة» التي أدت إلى إطلاق تحقيق مولر. في فبراير 2018، ذكرت مذكرة نونيس ‏، التي كتبها عضو مجلس النواب الأمريكي ديفيد نونيس، أن المعلومات حول بابادوبولوس، «أدت إلى فتح» التحقيق الأصلي لمكتب التحقيقات الفيدرالي، وذلك بدلاً من ملف ترامب-روسيا كما أكد كل من، ترامب، نونيز، ضيف فوكس نيوز ستيف دووسي، إد هنري، تاكر كارلسون، شون هانيتي، ومالك فوكس نيوز أندرو مكارثي.
واستلم المستشار الخاص تحقيقًا أخر من مكتب التحقيقات الفيدرالي حول ما إذا كان الرئيس ترامب نفسه قد ارتكب جرم إعاقة العدالة، والتي بدأت في غضون ثمانية أيام بعد إقالة ترامب لمدير مكتب التحقيقات الفيدرالي جيمس كومي. قناة سي إن إن ذكرت في ديسمبر 2018 أن مدير مكتب التحقيقات الفيدرالي آنذاك أندرو مكابي بدأ ذلك التحقيق بناءً على إقالة كومي - والتي كان قد أُوصى بها من قبل روزنشتاين كتابيًا فيما أصبح يعرف رود روزنستاين - وأيضًا بناء على مزاعم كومي بأن ترامب قد طلب منه التوقف عن التحقيق مع مستشار الأمن القومي السابق لترامب مايكل فلين. في فبراير 2019، أكد مكابي، بعد إقالته من عمله في مكتب التحقيقات الفيدرالي، أنه أطلق التحقيق بقضية العرقلة القضائية لتلك الأسباب. وقدم أسبابًا إضافية مثل تصوير ترامب للتحقيقات بين شركاءه وروسيا على أنها «مطاردة ساحرات»، ومزاعم أن ترامب طلب من نائب المدعي العام رود روزنشتاين ذكر التحقيق الذي أجرته روسيا في مذكرة روزنشتاين بهدف التوصية بإقالة كومي، وتعليقات ترامب على السفير الروسي وإشارة قناة إن بي سي NBC إلى وجود علاقة بين إقالة كومي والتحقيق الروسي.

### الرقابة والتعيين
يخضع تحقيق المستشار الخاص لإشراف النائب العام. بعد إثارة أسئلة تتعلق بالاتصالات بين السيناتور آنذاك جيف سيشنز والسفير الروسي سيرجي كيسلياك في عام 2016، كان أول ما فعله سيشنز بعد تعيينه نائبا عامًا، هو استبعاد نفسه وانسحابه من أي تحقيقات أجرتها وزارة العدل بشأن التدخل الروسي في الانتخابات.
خلال الأشهر التالية، أعرب ترامب مرارًا وتكرارًا عن غضبه من قرار سيشنز بالانسحاب.
ما إن تم الأستبعاد، فإن الإشراف على أي تحقيق روسي في انتخابات عام 2016 إنتقل إلى عاتق نائب المدعي العام رود روزنستاين، وهو من تعيين ترامب.
جزءًا من إشرافه، عيّن روزنشتاين روبرت مولر مستشارًا خاصًا في مايو 2017 وبتفويض «للإشراف على تحقيق الآف بي آي في جهود الحكومة الروسية للتأثير على الانتخابات الرئاسية لعام 2016 والمسائل ذات الصلة.»

### أسباب تعيين مستشار خاص

#### إقالة جيمس كومي
جاء تعيين المستشار الخاص في 17 مايو 2017، بعد احتجاجات، معظمها من الديمقراطيين، على إقالة الرئيس ترامب لمدير مكتب التحقيقات الفيدرالي ‏ جيمس كومي في 9 مايو 2017. في الكونجرس، وردا على إقالة كومي، دعا أكثر من 130 مشرعا ديمقراطيا إلى تعيين مستشار خاص، وطالب أكثر من 80 مشرعا ديمقراطيا بإجراء تحقيق مستقل، بينما عبر أكثر من 40 مشرعا جمهوريا عن أسئلة أو مخاوف. هناك عامل آخر لتعيين المستشار الخاص وهو مبررات ترامب المتغيرة للإقالة، والتي بدا منها أنه قد كان قد طرد كومي بسبب التحقيق الروسي. أيضًا، وفي محاولة منه لتحفيز تعيين مستشار خاص، رتب كومي لعملية تسريب بعض الملاحظات التي أوصلها إلى الصحافة، والتي قال ضمنها إن ترامب طلب منه إنهاء التحقيق في قضية مايكل فلين.
في حين أن كتاب الإعفاء، وعدد من مسؤولي الإدارة ذكروا في البداية أن ترامب قام بفصل كومي بناءً على توصيات النائب العام جيف سيشنز ونائب المدعي العام رود روزنستاين، إلا أنه تم تقديم عدة أسباب أخرى لاحقًا. استشهد البعض بمذكرة كتبها روزنشتاين وادعاءات كومي [الإنجليزية] اللاحقة بأن ترامب طلب من كومي إسقاط التحقيق الذي أجراه مكتب التحقيقات الفيدرالي ضد مستشار الأمن القومي السابق مايكل فلين.
وفقًا لـ «أربعة من مسؤولي الكونغرس»، فقد حدثت الإقالة بعد بضعة أيام فقط من طلب كومي موارد إضافية لتكثيف التحقيق الروسي. في 9 مايو، قبل ساعات من الإقالة، كُشف النقاب عن أن المدعين الفيدراليين أصدروا مذكرات استدعاء لهيئة محلفين كبرى لمرافقي فلين، مما يمثل تصعيدًا كبيرًا في تحقيق مكتب التحقيقات الفيدرالي في التحقيقيات بموضوع روسيا.
في مقابلة مع شبكة إن بي سي نيوز، صرح ترامب أنه عندما قرر إقالة كومي: قلت لنفسي، قلت:«أنت تعرف، هذا الشيء الروسي مع ترامب وروسيا هو مجرد قصة مختلقة». خلال اجتماع عُقد ‏، في المكتب البيضاوي في 10 مايو / أيار، مع وزير الخارجية الروسي سيرجي لافروف والسفير الروسي سيرجي كيسلياك، زُعم أن ترامب قال للمسؤولين الروس: «لقد طردت رئيس مكتب التحقيقات الفيدرالي. كان مجنونا، عقله مثل حبة الجوز... واجهت ضغوطًا كبيرة بسبب روسيا. وأنتهى ذلك الأمر... أنا لم أعد قيد التحقيق.»
تم تكثيف الطلبات لتعين مستشار خاص بعد إقالة كومي، وفقًا لصحيفةواشنطن بوست،  وعُيّن مولر بعد ثمانية أيام من الإعفاء. يمثل تعيين مولر «تنازلاً من قبل إدارة ترامب لمطالب الديمقراطيين» لإجراء التحقيق بشكل مستقل بعيدا عن وزارة العدل، وفقًا لصحيفة واشنطن بوست.
ذكرت صحيفة نيويورك تايمز في 11 يناير 2019، أن مكتب التحقيقات الفيدرالي لمكافحة الاستخبارات شعر بالقلق إزاء علاقات ترامب بروسيا خلال حملة عام 2016 لكنه أحجم عن فتح تحقيق بسبب عدم اليقين بشأن كيفية المضي قدما في هذه المسألة الحساسة. تسبب سلوك ترامب خلال الأيام التي سبقت مباشرة، وبعد، إقالة كومي في البدء في التحقيق فيما إذا كان ترامب يعمل نيابة عن روسيا ضد المصالح الأمريكية، عن علم أو بغير علم. دمج مكتب التحقيقات الفيدرالي تحقيق مكافحة التجسس هذا مع عرقلة الإجرامية للتحقيق القضائي المتعلق بإقالة كومي. تولى مولر هذا التحقيق عند تعيينه، على الرغم من أنه لم يتضح على الفور ما إذا كان قد اتبع مسار مكافحة التجسس.

#### السلطة
قام نائب المدعي العام رود روزنشتاين، بصفته المدعي العام بالنيابة للمسائل المتعلقة بالحملة وانسحاب النائب العام جيف سيشنز من القضية، بتعيين مولر، وهو مدير سابق لمكتب التحقيقات الفيدرالي، كمستشار خاص لوزارة العدل الأمريكية (DOJ) وبسلطة التحقيق في التدخل الروسي في انتخابات الولايات المتحدة لعام 2016، بما في ذلك البحث عن أية روابط أو تنسيق بين حملة ترامب الرئاسية لعام 2016 والحكومة الروسية؛ «أي أمور نشأت أو قد تنشأ مباشرة من التحقيق»؛ وأي مسائل أخرى ضمن نطاق القانون 28 CFR § 600.4 (a).
بصفته مستشارًا خاصًا، يتمتع مولر بسلطة إصدار طلبات الاستدعاء، تعيين الموظفين، وطلب التمويل، وبدء أجراءات محاكمة الجرائم الفيدرالية فيما يتعلق بالتدخل في الانتخابات إلى جانب جرائم أخرى قد يكشف عنها. تبقى دستورية توجيه الاتهام إلى رئيس حالي مسألة قانونية لم تحسم بعد.

### الإفراج عن النتائج
يتطلب قانون المستشار الخاص من المستشار الخاص تزويد المدعي العام الحالي تقرير بالنتائج وبشكل سري. في هذه الحالة، يتعين على المدعي العام وليام بار تقديم ملخص للنتائج إلى الكونغرس، وبالطبع فهو يتمتع بقدر كبير في تحديد مقدار التفاصيل التي سيقدمها. لن يتم ضمان الإطلاق الكامل لنتائج مولر إلى الكونغرس والجمهور. إذا كان الكونغرس غير راضٍ عن الملخص المقدم، فيمكنه أصدر طلب جلب لتقرير مولر الكامل. كما يمكن للكونجرس أيضًا أن يدعو مولر للإدلاء بشهادته.
يقوم محامو البيت الأبيض بمعاينة أي نتائج يقرر بار تقديمها للكونجرس والجمهور، من أجل تنفيذ امتياز السلطة التنفيذية ‏ بحجب الإفراج عن المعلومات المستقاة من الوثائق الداخلية والمقابلات مع مسؤولي البيت الأبيض. أكد المعلقون أنه لا يمكن التذرع بالامتياز التنفيذي إذا كان الغرض هو حماية المخالفات أو التصرفات غير القانونية.
في 14 مارس 2019، صوت مجلس النواب بأغلبية 420 صوتًا لصالح قرار غير ملزم يدعو إلى نشر تقرير مولر كاملا للكونجرس والجمهور، باستثناء معلومات هيئة المحلفين السرية أو الكبرى. في نفس اليوم، تم تقديم مشروع القانون إلى مجلس الشيوخ للحصول على موافقة بالإجماع، ولكن تم صده من قبل السيناتور ليندسي جراهام، الذي قال إن القانون يحتاج إلى بند يتطلب تعيين مستشار خاص للتحقيق في مزاعم ضد حملة كلينتون 2016. في 15 مارس، صرح ترامب بأنه «يجب ألا يوجد هناك تقرير لمولر» لأن «هذا كان تحقيقًا غير قانوني ومتضارب». بعد خمسة أيام صرح ترامب مرة أخرى «لقد أخبرت مجلس النواب، إذا أردتم، دعو [الجمهور] يراه،» مضيفًا، «الأمر متروك للنائب العام». في 25 مارس 2019، عرقل زعيم الأغلبية في مجلس الشيوخ ميتش ماكونيل محاولة زعيم الأقلية تشاك شومر في مجلس الشيوخ لاتخاذ نفس القرار الذي أقره مجلس النواب قبل أحد عشر يومًا.
قدم المستشار الخاص تقريراً عن النتائج إلى بار يوم الجمعة 22 مارس 2019. بعد يومين، أرسل بار ملخصًا للتقرير من أربع صفحات إلى الكونغرس، موصوفًا في قسم«الاستنتاجات» أدناه.

## هيئة المحلفين الكبرى
في 3 أغسطس 2017، قام مولر بتشكيل هيئة محلفين كبرى ‏ في واشنطن العاصمة، كجزء من تحقيقه. تتمتع هيئة المحلفين الكبرى بسلطة الاستدعاء، وتطلب من الشهود الإدلاء بشهاداتهم تحت القسم، وإصدار لوائح اتهام لأهداف التهم الجنائية إذا تم العثور على سبب محتمل ‏.
هيئة المحلفين الكبرى في واشنطن منفصلة عن هيئة المحلفين الكبرى في فرجينيا السابقة والتي تحقق في قضية مايكل فلين؛ تم استيعاب قضية فلين في التحقيق الشامل لمولر.

### شهادة هيئة المحلفين الكبرى
أصدرت هيئة المحلفين الكبرى مذكرات استدعاء لأولئك المشاركين في حملة ترامب - الروسية ‏ التي عقدت في 9 يونيو 2016، في برج ترامب، الذي كان تصادف أيضًا أنه موقع مقر الحملة الانتخابية للرئيس ترامب.
- رينات أخميتشين، روسي المولد، وعضو جماعة ضغط روسية وضابط سابق بالجيش السوفيتي، ومشارك في اجتماع دونالد ترامب جونيور، قدم شهادته تحت القسم لعدة ساعات في 11 أغسطس 2017.[89][90]
- أدلى جاسون مالوني، المتحدث باسم بول مانافورت، بشهادته تحت القسم لأكثر من ساعتين في 15 سبتمبر 2017.[91] تم توظيف مالوني من قبل مانافورت بعد خمسة أشهر من عمله كرئيس لحملة ترامب للرئاسة في عام 2016، للإجابة على أسئلة تتعلق بتورط مانافورت في حملة ترامب.
- شهد سام كلوفيس خلال الأسبوع الذي احتوى يوم 23 أغسطس 2017.[92]
- كارتر بيج[93]
- جورج نادر، رجل الأعمال اللبناني الأمريكي، ومستشار ولي العهد الإماراتي محمد بن زايد آل نهيان، شهد خلال الأسبوع الذي سبق 5 مارس 2018.[94]

ذكرت إن بي سي نيوز في 25 أغسطس 2017، أنه «في الأيام الأخيرة» اصدرت هيئة المحلفين الكبرى طلب استجلاب شهادات الشهود من المديرين التنفيذيين لست شركات علاقات عامة، عملوا مع رئيس حملة ترامب، بول مانافورت، لجهود إنشاء لوبي في أوكرانيا.
في 16 يناير 2018، ذكرت صحيفة نيويورك تايمز أنه قد تم استدعاء ستيف بانون من قبل مولر للإدلاء بشهادته أمام هيئة المحلفين الكبرى الدائمة في واشنطن العاصمة. ذكرت رويترز وسي إن إن في اليوم التالي أن بانون أبرم صفقة مع فريق مولر لمقابلة المدعين بدلاً من الإدلاء بشهادته أمام هيئة المحلفين الكبرى. في 15 فبراير 2018، ذكرت مصادر متعددة أن هذه المقابلات قد أجريت على مدار عدة أيام في ذلك الأسبوع. ذكرت تي إم زي أن كريستين م. ديفيس، «مدام مانهاتن» اليي كانت تعمل سابقًا مع روجر ستون، قد تم استدعاءها في يونيو 2018. في 10 آب (أغسطس) 2018، وجد قاض فيدرالي أن أندرو ميلر مساعد ستون السابق في حالة ازدراء للمحكمة لرفضه الإدلاء بشهادته أمام هيئة المحلفين الكبرى. وفي ذلك اليوم أيضًا، طلب تحقيق مولر استجلاب راندي كريديكو ‏، والذي وصفه ستون بأنه «الخلفية» لجوليان أسانج. ذكرت صحيفة وول ستريت جورنال في 14 نوفمبر 2018، أن محققي مولر يدرسون ما إذا كان ستون شارك في التلاعب بالشهود من خلال تخويف كريديكو لدعم تأكيدات ستون.
تم استدعاء جيروم كورسي، رئيس مكتب إنفو ورز السابق في واشنطن للمثول أمام المحكمة في 7 سبتمبر 2018، وذلك أمام هيئة المحلفين الكبرى في مولر. وقال محامي كورسي إنه يتوقع أن يُسأل موكله عن علاقته مع روجر ستون، الذي بدا وكأنه يعرف مسبقًا أن ويكيليكس ستنشر معلومات ضارة عن حملة كلينتون.

## الفرق القانونية

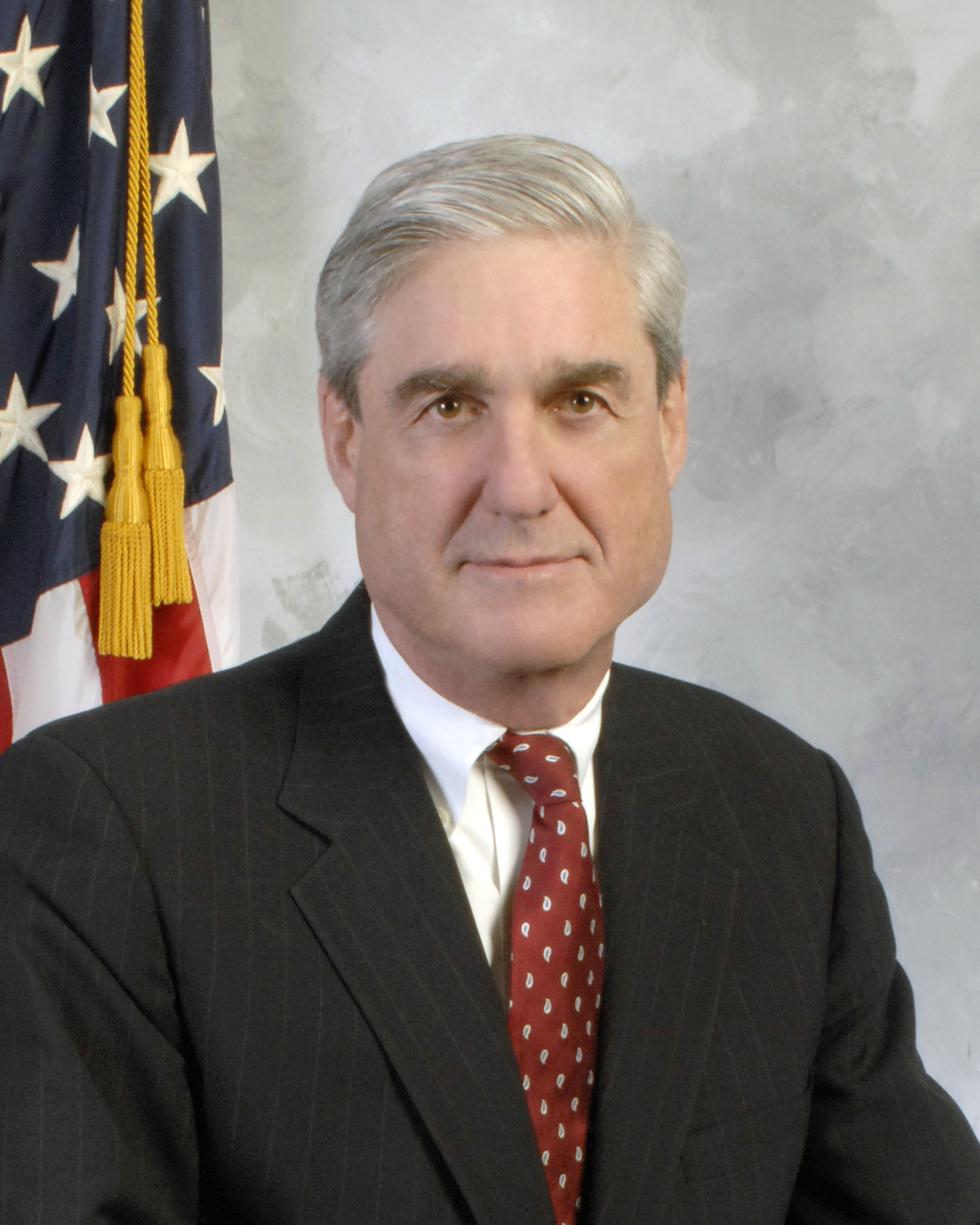
تم تعيين روبرت مولر في مايو 2017 كمستشار خاص.

يشمل التحقيق فرقًا قانونية متعددة، تحديدا المحامين، الذين يشرف عليهم المستشار الخاص روبرت مولر، والذين يشاركون في التحقيق؛ الفريق الذي يدافع عن الرئيس ترامب بصفته الشخصية ؛ والفريق الذي يمثل البيت الأبيض كمؤسسة منفصلة عن الرئيس.
وفقًا لشبكة سي إن إن، اعتبارًا من أغسطس 2018، يضم فريق الادعاء 15 محاميا، بقيادة مولر. فريق الدعم الإضافي يرفع العدد لأكثر من 30 محام. كان هناك عدد قليل ممن غادر فريق مولر.
يتكون الدفاع من مكونين إثنين: إيميت فلود الذي يمثل البيت الأبيض،  وفريقًا يمثل ترامب شخصيًا ويشمل جاي سيكولو ‏ وأندرو إكونومو ‏ ورودي جولياني ومكتب المحاماة راسكن أند راسكن وجوانا هندون ‏. من بين الأعضاء السابقين في فريق الدفاع خبير جرائم ذوي الياقات البيضاء جون دود وتاي كوب الذي يمثل مكتب الرئاسة.
تعرض فريق مويلر القانوني للهجوم المستمر باعتباره متحيزًا ضد الرئيس ترامب الذي أشار ذات مرة إلى هذا الفريق على أنه «الديمقراطيون الثلاثة عشر الغاضبون». ومع ذلك، فإن مولر نفسه جمهوري، واختيار تعين أو عدم تعيين محامين محترفين على أساس الانتماء السياسي يتعارض مع كل من سياسة وزارة العدل والقانون الاتحادي.

## تغييرات الإشراف ضمن القيادة

### خلافة ويتاكر
في 7 نوفمبر 2018، استقال النائب العام جيف سيشنز بناءً على طلب الرئيس ترامب. حتى الانتهاء من إزالة سيشنز كنائب عام، استمر روزنشتاين في امتلاك السلطة على قدرة مولر استخدام موارد وزارة العدل للتحقيق. في مقابلة مع وكالة أسوشيتيد برس، قال روزنشتاين إنه سوف يعفي نفسه من الإشراف على مولر إذا كان هو نفسه سيصبح موضوعًا في التحقيق بسبب دوره في طرد كومي. إذا كان روزنشتاين سيعفي نفسه، فإن مهامه في هذه المسألة كان سيتولاها من هو في المركز الثالث في وزارة العدل، المدعي العام المشارك جيسي بانوتشو ‏. وطالما أنه لا يوجد خلف يملأ هذا المنصب، فإن المحامي العام نويل فرانسيسكو ‏ سيتولى سلطات المدعي العام المشارك.

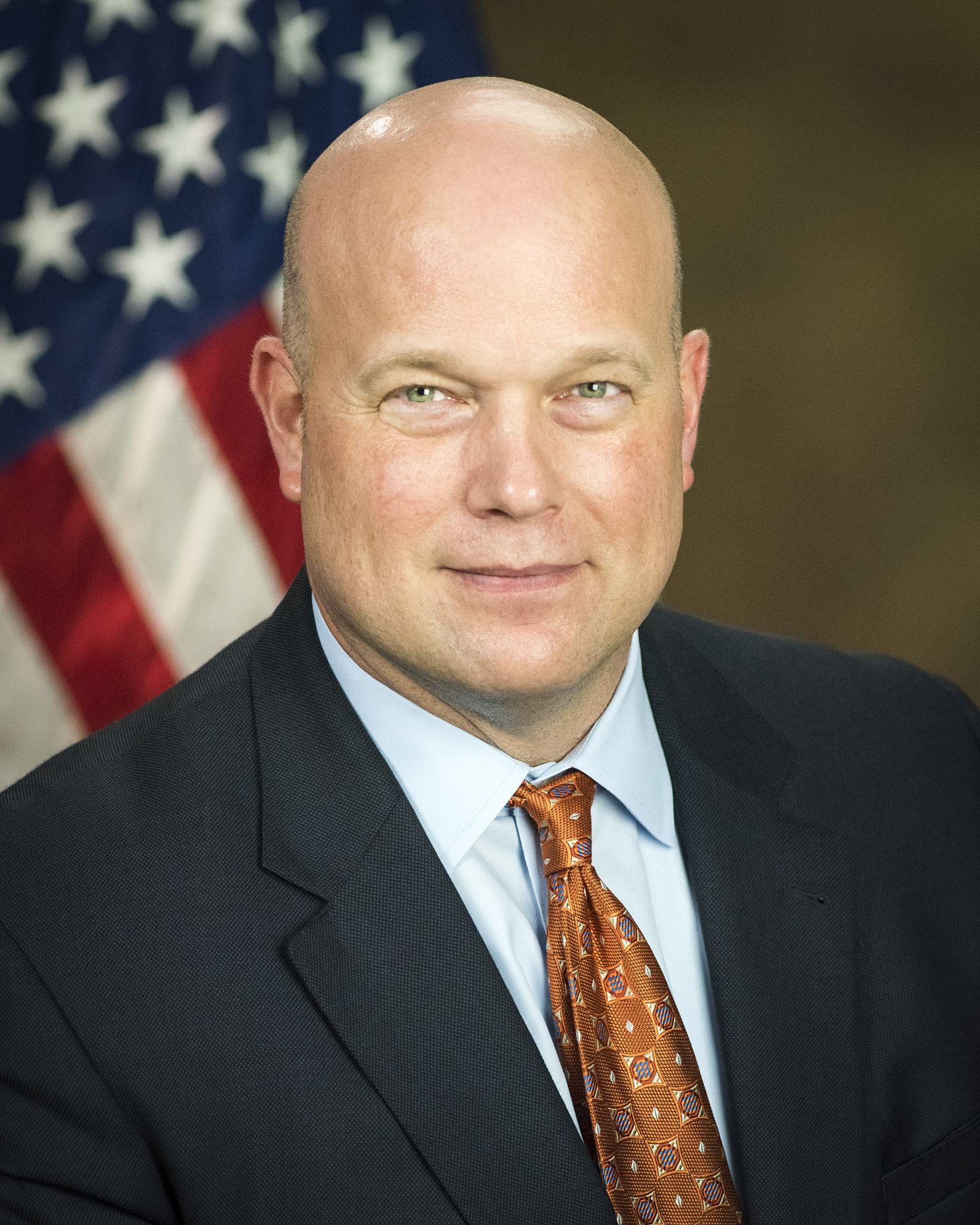
، الذي شغل منصب النائب العام بالنيابة من نوفمبر 2018 إلى فبراير 2019

بعد استقالة سيشنز، عيّن ترامب رئيس هيئة موظفي النائب العام السابق ماثيو ويتاكر ‏ نائباً للنائب العام، مما قاطع فعلاً إشراف روزنشتاين على المستشار الخاص. في أغسطس 2017، وقبل شهر واحد من انضمامه إلى وزارة العدل كرئيس لموظفي الجلسات، كتب ويتاكر عمود رأي لشبكة سي إن إن بعنوان «التحقيق الذي أجراه مولر في ترامب يذهب أكثر من اللازم». وذكر أن تحقيق مولر هو «غوغاء لينش»، وأنه ينبغي أن يكون محدودا ويجب ألا يبحث في الشؤون المالية لترامب. ذكرت صحيفة نيويورك تايمز أن مساعدي البيت الأبيض وغيرهم من المقربين من ترامب توقعوا أن يتانكر «سيكبح» التحقيق.
وصف رئيس أركان البيت الأبيض جون كيلي ويتاكر بأنه «عيون وآذان» الجناح الغربي في وزارة العدل، وأنه انتقد علنيًا تحقيق مولر في عدة مناسبات قبل انضمامه إلى وزارة العدل في سبتمبر 2017، مؤكدًا أن التحقيق كان «يذهب بعيدا» وأشار إليه باسم «غوغاء لينش». ويتيكر هو أيضًا صديق شخصي لسام كلوفيس ‏، هو الرئيس السابق لحملة ترامب الذي شهد أمام محققي مويلر وهيئة المحلفين الكبرى. وبسبب تصريحاته السابقة ومشاركته، أشار العديد من الديمقراطيين وبعض الجمهوريين لوجود تضارب مصالح محتمل لدى ويتاكر، مما يتطلب منه أن يقوم بإعفاء نفسه من الإشراف على مولر، إلا أن ويتاكر أشار إلى أنه لا يعتزم القيام بذلك. يقوم مسؤولو أخلاقيات وزارة العدل عادةً بمراجعة تضارب المصالح للتوصية بالرفض،  لكن نتائجهم ليست ملزمة وعادةً ما تظل سرية.

### خلافة بار
في 7 ديسمبر 2018، أعلن الرئيس ترامب أنه سيرشح ويليام بار لمنصب النائب العام الشاغر. كان بار في السابق مدعياً عاماً في عهد الرئيس جورج بوش الأب.
خلال جلسات الاستماع في يناير 2019، اقترح وليام بار، الذي رشحه ترامب لخلافة ويتاكر، إمكانية حجب نتائج التحقيق عن الجمهور، لأن الإفراج عنها غير مُلزم بنص القانون. في يونيو 2018، أرسل بار مذكرة غير معلنة من 19 صفحة إلى نائب المدعي العام رود روزنشتاين ومحاموا ترامب متحججا ضمنها بأن نهج المستشار الخاص في قضية «العرقلة المحتملة للعدالة من قبل ترامب» قد أسيء فهمه بشكل مميت، وبناءً على فهمه، فإن تصرفات ترامب كانوت ضمن سلطته الرئاسية. في يونيو 2017، وصف بار التحقيق في قضية العرقلة بأنه «سخافة» وأنه «يأخذ شكل عملية سياسية للإطاحة بالرئيس». صرح ترامب في مقابلة معه في فبراير 2019 بأنه لم يلتزم بنشر تقرير مولر.
في 14 شباط (فبراير) 2019، أدى بار اليمين الدستورية كمدعي عام بعد أن وافق مجلس الشيوخ على تعيينه بأغلبية 54 صوتًا مقابل 45 صوتًا في ذلك اليوم، وبالتالي اكتسب حق الإشراف على تحقيق مولر من ويتاكر.

## المواضيع
قام نائب المدعي العام رود روزنشتاين، الذي عمل كنائب عام بالنيابة بسبب انسحاب النائب العام جيف سيشنز، بتفويض مولر للتحقيق والملاحقة القضائية «لأي روابط و/ أو تنسيق بين الحكومة الروسية والأفراد المرتبطين بحملة الرئيس دونالد ترامب». وكذلك «أي أمور نشأت أو قد تنشأ مباشرة عن التحقيق» وأي مسائل أخرى في نطاق قاعدة 28 CFR 600.4 من الولاية القضائية.

### التدخل الروسي في الانتخابات
في أواخر يوليو 2016، فتح مكتب التحقيقات الفيدرالي تحقيقات مكافحة التجسس ضد أربعة أمريكيين ممن كانوا على اتصال مع ترامب لتحديد ما إذا كانوا قد نسقوا أو تعاونوا مع نشطاء روس. أصبحت هذه التحقيقات جزءًا من محتوى حقيبة المستشار الخاص.
خلصت وكالات الاستخبارات الأمريكية في يناير 2017 و«بثقة عالية» إلى أن الحكومة الروسية تدخلت في الانتخابات من خلال اختراق خوادم الكمبيوتر التابعة للجنة الوطنية الديمقراطية (DNC) وحساب الجيميل الشخصي لرئيس حملة كلينتون جون بوديستا وإرسال محتوياتها ‏ إلى ويكيليكس، وكذلك عن طريق نشر أخبار وهمية تم الترويج لها على وسائل التواصل الاجتماعي، وعن طريق اختراق، أو محاولة اختراق، النظم الانتخابية وقواعد بيانات في ولايات أمريكية متعددة. ذكرت دي فولكس كرانت في 25 يناير 2018، أن وكالة الاستخبارات الهولندية AIVD قد اخترقت مجموعة القرصنة الروسية كوزي بير ‏ في عام 2014، ولاحقا في عام 2015 راقبتهم وهم يقومون باختراق خوادم الكمبيوتر التابعة للجنة الوطنية الديمقراطية بشكل حي، وكذلك التقاط الإستخبارات صورا للقراصنة عبر كاميرا الأمن في مساحة العمل الخاصة بهم. ذكرت صحيفة نيويورك تايمز في 18 يوليو 2018، أن أجهزة المخابرات الأمريكية والبريطانية والهولندية قد لاحظت وجود رسائل البريد الإلكتروني مسروقة للجنة الوطنية الديموقراطية على شبكات الاستخبارات العسكرية الروسية. ذكرت شبكة إن بي سي نيوز في 1 مارس 2018، أن مولر كان يبني قضية لاتهامات جنائية ضد الروس الذين نفذوا القرصنة والتسريب. تم توجيه هذه الاتهامات في 13 يوليو 2018.
كان تأثير روسيا على الناخبين الأمريكيين عبر وسائل التواصل الاجتماعي هو محور التركيز الرئيسي في تحقيق مولر. استخدم مولر مذكرة بحث للحصول على معلومات مفصلة حول مشتريات الإعلانات الروسية على الفيسبوك. وفقًا لمدعي عام اتحادي سابق، فتلك المذكرة تعني أن القاضي كان مقتنعًا بأن الأجانب ساهموا بشكل غير قانوني في التأثير على الانتخابات الأمريكية عبر إعلانات الفيسبوك.
في 13 فبراير 2018، وفي شهادته أمام لجنة المخابرات بمجلس الشيوخ، أكد رؤساء الوكالات الست العليا للمخابرات الأمريكية بالإجماع على وجود تدخل روسي. سريت ثلاثة مصادر مطلعة على قرارت ترامب لشبكة سي إن إن أنه لا يزال غير مقتنع بأن روسيا تدخلت لأن ذلك يعني أنه لم يفز في الانتخابات بناءً على استحقاقاته الخاصة.
خلص تقرير مولر إلى أنه بينما لم يكن هناك دليل على أن حملة ترامب تآمرت مع روسيا للتأثير على الانتخابات، فإن الحكومة الروسية حاولت التأثير على الانتخابات لصالح ترامب من خلال اختراق المنظمات السياسية الديمقراطية ونشر «التضليل في وسائل التواصل الاجتماعي».

### الروابط بين شركاء ترامب والمسؤولين الروس
في ربيع عام 2015، بدأت وكالات الاستخبارات الأمريكية في التصنت على المحادثات التي تناقش فيها مسؤولو الحكومة الروسية، بعضهم كان داخل الكرملين، مع شركاء ترامب، الذي كان وقتها مرشحا للرئاسة.

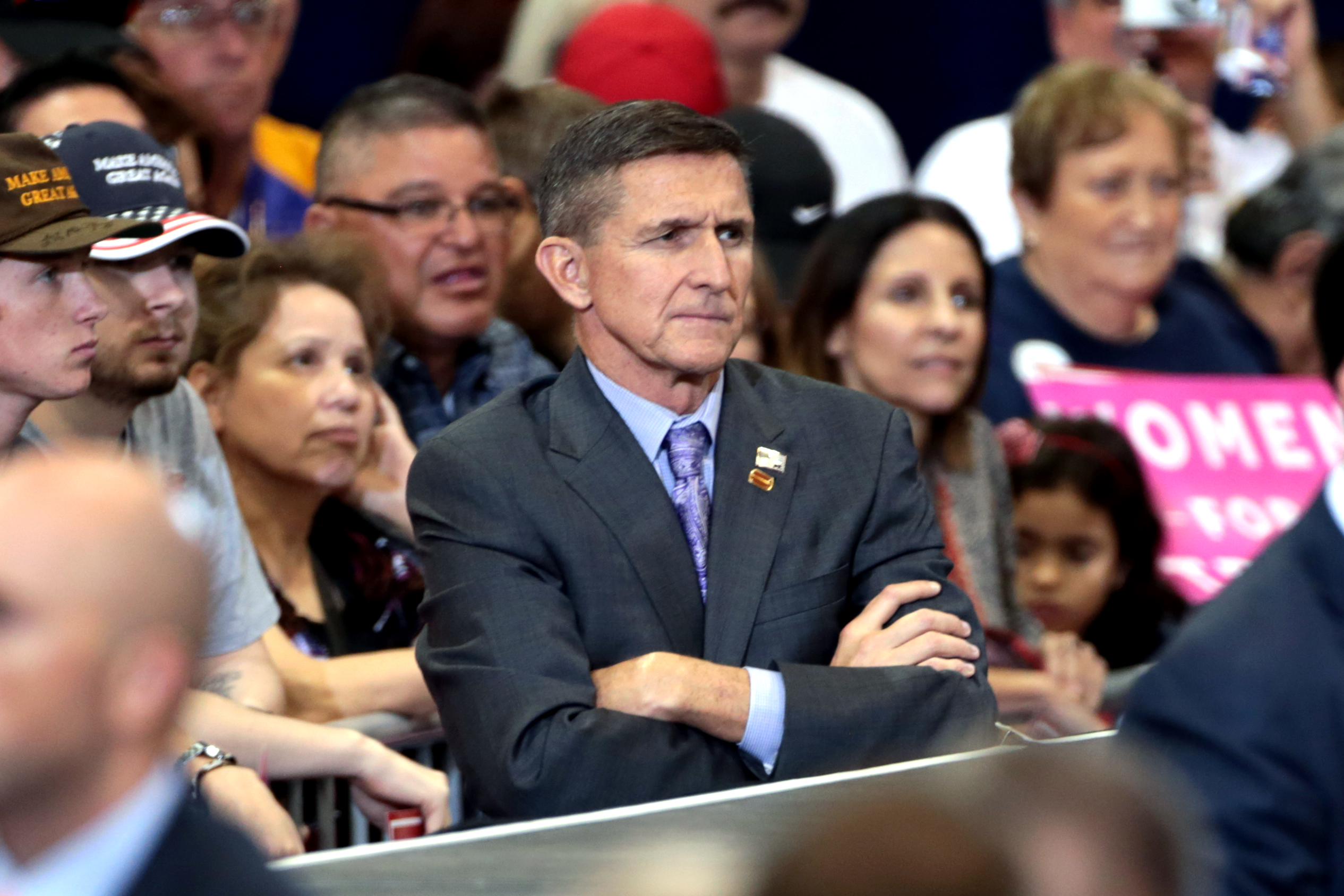
مايكل فلين

ذكرت صحيفة نيويورك تايمز في 14 فبراير 2017، أن سجلات الهاتف واعتراضات الاتصالات أظهرت أن شركاء ترامب كان لديهم «اتصالات متكررة» مع كبار مسؤولي المخابرات الروسية خلال حملة 2016. كان بول مانافورت هو الزميل الوحيد لترامب الذي حُدد على وجه التحديد مشاركًا في هذه الاتصالات. بالإضافة إلى ذلك، كان لبعض كبار شركاء ترامب، بما في ذلك كوشنر وترامب جونيور وسيشنز وفلين ومانافورت اتصالات مباشرة مع المسؤولين الروس خلال عام 2016. أُجبر مايكل فلين على الاستقالة من منصب مستشار الأمن القومي في 13 فبراير 2017، بعد أن كُشف عن أنه في 29 ديسمبر 2016، وهو اليوم الذي أعلن فيه أوباما فرض عقوبات على روسيا، ناقش فلين العقوبات مع السفير الروسي كيسلياك. وكان فلين قد اعترف في وقت سابق بالتحدث إلى كيسلياك، لكنه نفى مناقشة العقوبات. وفي ديسمبر 2016 أيضًا، التقى فلين والمستشار الرئاسي جاريد كوشنر بكيسلياك على أمل إقامة خط اتصال مباشر وآمن مع المسؤولين الروس دون أن تكون وكالات الاستخبارات الأمريكية على علم بها. كما التقى جاريد كوشنر مع سيرجي غوركوف ‏، رئيس البنك الروسي المملوك للدولة Vnesheconombank (VEB)، والذي يخضع لعقوبات اقتصادية أمريكية منذ يوليو 2014. أخفق فلين وكوشنر في الإبلاغ عن هذه الاجتماعات في نماذج تصريح الأمان.
اشترت منظمة ترامب فندقًا فاخرًا ومشروع عمارات في موسكو خلال حملة ترامب الرئاسية. كان مايكل كوهين من توسط وسهل الصفقة، والذي كان محامي منظمة ترامب وقتها ومن يناير 2017 إلى مايو 2018 أصبح محامي ترامب الشخصي. وقع ترامب على «خطاب نوايا» غير ملزم مؤرخ في 13 أكتوبر 2015، لمتابعة الصفقة. أُرسل الخطاب، الذي وقعه المستثمر الروسي أندريه روزوف، إلى كوهين من قبل فيليكس ساتر ‏، مطور العقارات الروسي الأمريكي، والذي عمل مع منظمة ترامب بشأن صفقات سابقة، بما في ذلك ترامب سوهو ‏ وترامب إنترناشيونال هوتل آند ريزيدنس ‏. شارك ساتر أيضًا في أنشطة إجرامية تشمل الجريمة المنظمة وعمل مخبرًا لمكتب التحقيقات الفيدرالي فيما يتعلق بتلك الأنشطة. لقد تباهى أمام كوهين بشأن صلاته بفلاديمير بوتين، وقال في رسالة بالبريد الإلكتروني إلى كوهين في 13 نوفمبر 2015، «صديقي، يمكن أن يصبح ولدنا رئيسًا للولايات المتحدة الأمريكية ويمكننا العمل على هندسة ذلك. وسوف أجعل كامل فريق بوتين ينضمون لنا في في هذا الشأن. سوف أدير هذه العملية». وأكد أيضًا أنه حصل على تمويل للمشروع من خلال بنك VTB الروسي المملوك للدولة، والذي كان يخضع لعقوبات من قبل حكومة الولايات المتحدة. أرسل كوهين رسالة عبر البريد الإلكتروني إلى المتحدث باسم بوتين ديمتري بيسكوف في يناير 2016 لطلب المساعدة في النهوض بالمشروع وذكر لاحقًا أنه لا يتذكر تلقي رد. أخبر كوهين لجنة الاستخبارات في مجلس الشيوخ في سبتمبر 2017 أن الصفقة قد تم التخلي عنها في يناير 2016، ولكن في نوفمبر 2018 اعترف في إقراره بالذنب بأنه قلل من دور ترامب في الخطط «لتكون متوافقة مع الرسائل السياسية لترامب» وأن المفاوضات قد امتدت بالفعل خلال يونيو 2016. اعترف كوهين أيضًا بأن مكتب بيسكوف قام، في الواقع، بالرد على بريده الإلكتروني في يناير 2016 وناقش الصفقة معه عبر الهاتف. في مذكرة الحكم الصادرة في اليوم التالي لإقراره بالذنب، صرح محامو كوهين بأنه أبقى ترامب «على اطلاع» على «المحادثة الموضوعية» التي أجراها كوهين مع المسؤول الروسي، وناقش مع ترامب ترتيبات السفر إلى روسيا للمضي قدماً بالمشروع خلال صيف عام 2016. ذكرت بز فيد نيوز في 12 مارس 2018، أن محققي مولر استجوبوا ساتر، وفي 13 أبريل 2018، أفادوا أن جاسوسًا روسيًا سابقًا ساعد في تأمين التمويل للمشروع. في عام 2010، تم تزويد ساتر ببطاقات عمل تصفه بأنه «المستشار الأعلى لدونالد ترامب» مع عنوان بريد إلكتروني ضمن نطاق TrumpOrg.com. في إفادة حلف اليمين لعام 2013، قال ترامب: «إذا كان ساتر جالسًا في الغرفة في الوقت الحالي، فحقًا لن أعرف شكله»، وفي عام 2015 صرح ترامب «فيليكس ساتر، يا للهول، يجب علي التفكير في الأمر. أنا لست على معرفة به.»
أصدر فريق ترامب أكثر من نفي بخصوص أية اتصالات بين شركاء ترامب وروسيا، ولكن تبين أن العديد من هذه النفيات كانت خاطئة. في 4 ديسمبر 2017، في دعوى قضائية تطلب من القاضي إلغاء اتفاقية سندات مانافورت، ذكر ممثلو الادعاء أن بول مانافورت قد عمل مع مسؤول مخابرات روسي لصياغة مقال افتتاحية عندما كان يخضع لشروط الكفالة.

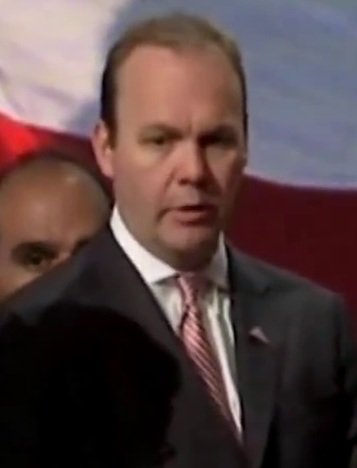
ريك غيتس

ذكرت صحيفة نيويورك تايمز، في 28 مارس 2018، أن نائب رئيس حملة ترامب السابق ريك غيتس، في سبتمبر وأكتوبر 2016، تواصل بشكل متكرر مع رجل يعتقد مكتب التحقيقات الفيدرالي أنه عميل سابق لـ جي أر يو GRU، أكبر وكالة استخبارات أجنبية في روسيا، والذين حافظوا على روابط نشطة مع المخابرات الروسية خلال هذه الاتصالات؛ سُجل هذا الأمر في وثيقة حكم محكمة لأليكس فان دير زوان، المقدمة من قبل روبرت مولر. ذكرت صحيفة التايمز، بأن من تحديده في الوثيقة باسم «الشخص أ»، كان مطابقا لوصف كونستانتين كيليمنيك ‏، الذي كان لسنوات «الساعد الأيمن» لبول مانافورت لسنوات في أوكرانيا. أخبر غيتس أحد الزملاء بأنه يعرف أن «الشخص أ» كان عميلًا سابقًا للجي أر يو، رغم أن مانافورت أخبر الزملاء أنه لم يكن على علم بمثل هذه الصلة. ذكرت التايمز في 8 يناير 2019، أنه وفي ربيع عام 2016، أعطى غيتس ومانافورت بيانات استطلاعية، بعضها كان خاصًا بحملة ترامب، إلى كيليمنيك، وطلبا منه نقلها إلى الأوكرانيين سيرهي ليوفوشكين ‏ ورينات أحمدوف. خلال جلسة محكمة مغلقة في 4 فبراير / شباط 2019، بخصوص تصريحات كاذبة أدلى بها مانافورت للمحققين بشأن اتصالاته مع كيليمنيك، أخبر المدعي العام الخاص أندرو ويسمان ‏ القاضية إيمي بيرمان جاكسون أن «هذا ينطبق، على ما أعتقد، إلى حد كبير حول ما يقوم مكتب المستشار الخاص بالتحقيق فيه»، مما يشير إلى أن مكتب مولر واصل الحث في اتفاق محتمل بين روسيا وحملة ترامب.
ذكرت رويترز في 29 مارس 2018، أن المستشار الخاص يحص أحداث المؤتمر الوطني الجمهوري لعام 2016 الذي أجرى فيه جيف سيشنز محادثات مع السفير الروسي سيرجي كيسلياك. يبحث المحققون أيضًا في كيفية وسبب إزالة اللغة التي تُعتبر معادية لروسيا من وثيقة برنامج الحزب الجمهوري خلال المؤتمر. يستفسر مكتب مولر أيضًا عما إذا كانت سيشنز أجر محادثات خاصة مع كيسلياك خلال خطاب ترامب في فندق ماي فلاور في أبريل 2016.
أكد ملف ستيل أن محامي ترامب مايكل كوهين قد عقد اجتماعًا سريًا مع ممثلي الكرملين في براغ في أغسطس 2016. صرح كوهين بأنه لم يذهب إلى براغ مطلقًا، ودعا المحققين لفحص جواز سفره. ذكرت ماكلاتشي يوم 13 أبريل 2018، أن محققي مولر لديهم أدلة على أن كوهين سافر في أغسطس أو أوائل سبتمبر 2016 إلى براغ عن طريق ألمانيا. مثل هذه الرحلة لم تكن تتطلب جواز سفر لأن ألمانيا وجمهورية التشيك ضمن منطقة الشنغن التي ألغت الحاجة لجواز السفر وجميع أنواع الرقابة الحدودية الأخرى على حدودهما المشتركة. في 14 أبريل 2018، نفى كوهين مرة أخرى أنه ذهب إلى براغ، رغم أنه وبعد أسابيع من انتخابات عام 2016، أخبر الصحفي ديفيد كورن بأنه كان في براغ قبل أربعة عشر عامًا. ذكرت صحيفة ماكلاتشي في ديسمبر 2018 أن هاتفًا محمولًا تم تتبع ملكيته إلى كوهين قد «شبك» على أبراج الهواتف المحمولة حول براغ في أواخر صيف 2016. كما ذكرت ماكلاتشي أنه خلال تلك الفترة كانت وكالة الاستخبارات الأوروبية الشرقية قد اعترضت الاتصالات بين الروس، حيث ذكر أحدهم أن كوهين كان في براغ.

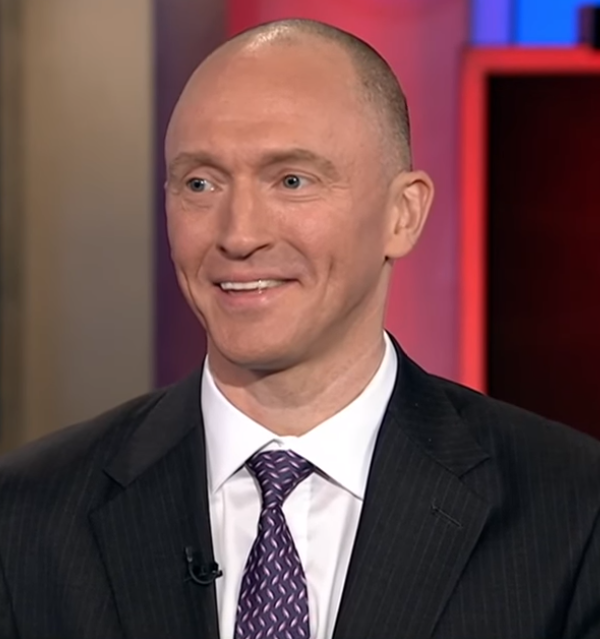
كارتر بيج

في 21 يوليو 2018، أصدرت وزارة العدل نسخة منقوصة بشكل كبير من طلب الإستجلاب الصادر عن محكمة مراقبة المخابرات الخارجية الأمريكية في أكتوبر 2016 لكارتر بيج، والتي ذكرت جزئياً «يعتقد مكتب التحقيقات الفيدرالي أن بيج يتعاون ويتآمر مع الحكومة الروسية» و«مكتب التحقيقات الفيدرالي يعتقد أن جهود الحكومة الروسية يتم تنسيقها مع بيج وربما أفراد الآخرين مرتبطين بحملة المرشح رقم واحد.»
:9وذكر الطلب أيضا

### التواطؤ المزعوم بين حملة ترامب وعملاء روس

#### 2016 أو ما قبل

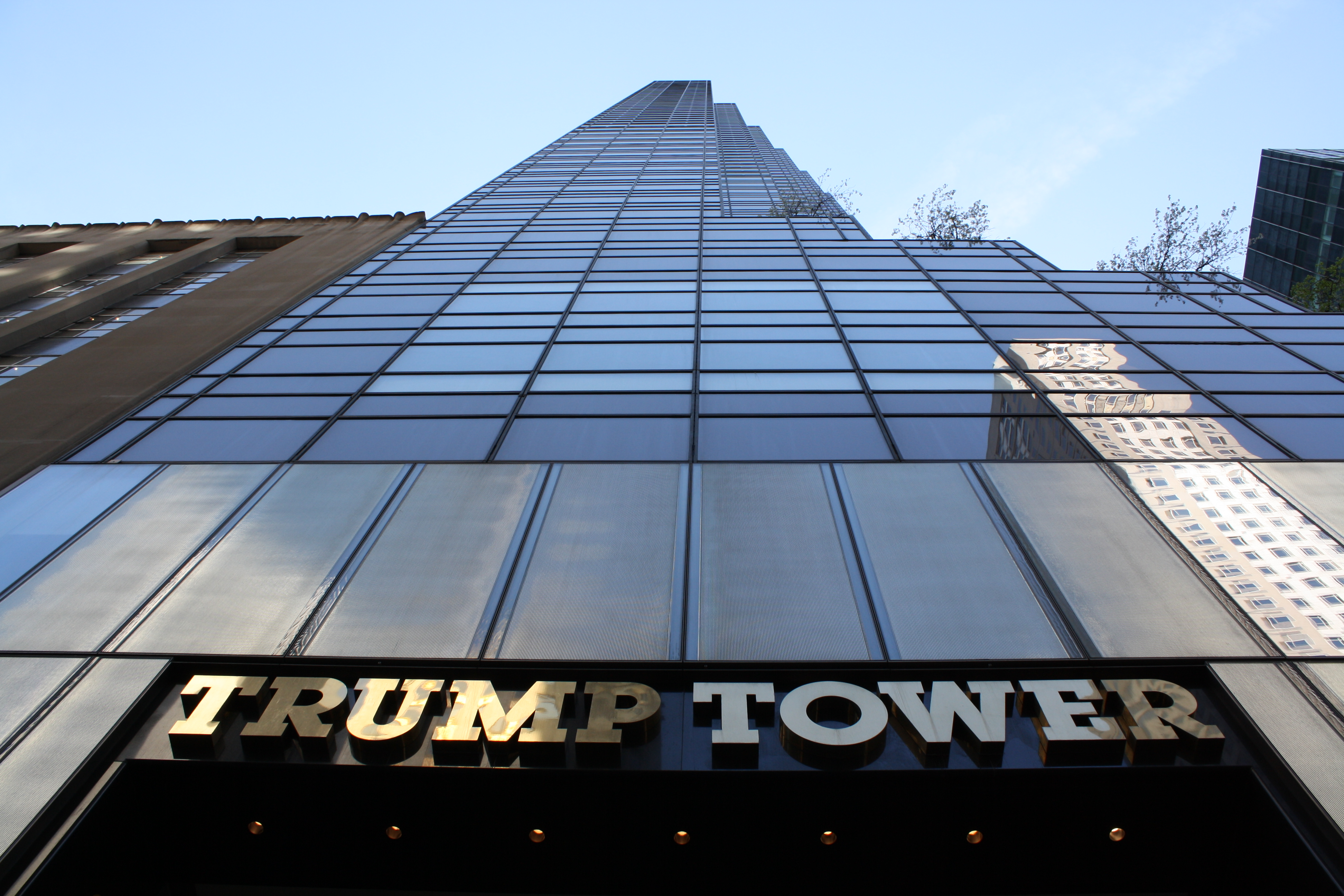
برج ترامب، مانهاتن، موقع الاجتماع في 9 يونيو 2016

حقق مولر في الاجتماع الذي عُقد في 9 يونيو 2016، في برج ترامب في مدينة نيويورك بين ثلاثة من كبار أعضاء الحملة الرئاسية لترامب - كوشنر، مانافورت، ودونالد ترامب جونيور - وخمسة أشخاص آخرين على الأقل، بمن فيهم المحامية الروسية ناتاليا فيسيلنيتسكايا ‏، ورينات أخميتشين ‏، عضو في جماعات ضغط وضابط سابق بالجيش السوفيتي كان قد التقى مع كبار مساعدي حملة ترامب، آيك كافيلادزه ‏، الدعاية البريطانية روب جولدستون ‏، والمترجمة أناتولي ساموشورنوف. اقترح جولدستون على ترامب جونيور عقد الاجتماع، وتم ترتيبه في سلسلة من رسائل بريد إلكتروني التي تم نشرها لاحقًا. في أحد هذه الرسائل الإلكترونية في 3 يونيو 2016، كتبت جولدستون لترامب جونيور أن أراس أغالاروف «عرض تزويد حملة ترامب ببعض الوثائق الرسمية والمعلومات التي من شأنها أن تدين هيلاري وتظهر تعاملها مع روسيا وستكون مفيدة للغاية لوالدك» مضيفًا أنها «معلومات عالية المستوى وحساسة للغاية لكنها جزء من دعم روسيا وحكومتها للسيد ترامب»، والتي يمكنه أن يرسلها إلى مساعدة دونالد ترامب رونا جراف ‏. أجاب ترامب جونيور بعد دقائق «شكرا روب أقدر ذلك» و«إذا كان ما تقوله، فأنا أحبه». أخبر ترامب جونيور الصحافة في البداية أن الاجتماع عُقد لمناقشة تبني الأمريكيين لأطفال روس، لكن بعد تقارير إعلامية معاكسة، أضاف أنه وافق على الاجتماع على أساس أنه سيتلقى معلومات تلحق الضرر بهيلاري كلينتون. تحقق فريق مولر في رسائل البريد الإلكتروني والاجتماع،  وما إذا كان الرئيس ترامب حاول في وقت لاحق إخفاء الغرض من الاجتماع. في 18 يوليو 2017، قال محامي كافيلادزي إن محققي مولر كانوا يحاولون الحصول على معلومات حول الاجتماع الروسي في يونيو 2016 من موكله، وفي 21 يوليو، طلب مولر من البيت الأبيض الحفاظ على جميع الوثائق المتعلقة بالاجتماع الروسي. أفيد أن مانافورت قد أخذ ملاحظات خلال الاجتماع الروسي. ذكرت سي إن إن في 26 يوليو 2018، أن مصادر مجهولة ذكرت أن مايكل كوهين كان مستعدًا لإخبار محققي مولر بأن ترامب كان على علم بموعد الموافقة عليه في 9 يونيو 2016، وهو ما نفاه كل من ترامب وترامب جونيور مرارًا وتكرارًا. ذكرت سي إن إن في نفس القصة أن محامي كوهين لاني ديفيس ‏ رفض التعليق على التقرير. في اليوم التالي، نشرت الواشنطن بوست قصة مماثلة قادمة من مصدر مجهول، على الرغم من أن الصحيفة لم تذكر بالتحديد الروس. بعد شهر واحد، عرّف ديفيس نفسه على أنه هو المصدر المجهول، موضحًا أنه لا يمكن أن يكون على يقين من معرفة كوهين بهذا الشأن. كما أكد ديفيس أنه كان مصدرًا لقصة سي إن إن. صرحت متحدثة باسم CNN، «نحن نؤيد قصتنا، ونحن واثقون في تقاريرنا عنها».
ذكرت CNN في 23 مارس 2017، أن مكتب التحقيقات الفيدرالي كان يفحص «سجلات الاستخبارت، والسفر، والأعمال التجارية، والهاتف، ومحاضر الاجتماعات الشخصية»، مما يشير إلى أن شركاء ترامب ربما يكونون قد نسقوا مع «عملاء روس مشتبه بهم» للكشف عن معلومات ضارة بـ حملة هيلاري كلينتون.

#### 2017
بحلول 3 أغسطس، 2017، قام مولر بتشكيل هيئة محلفين كبرى ‏ في مقاطعة كولومبيا والتي أصدر مذكرات استدعاء بشأن الاجتماع. ذكرت صحيفة فاينانشيال تايمز في 31 أغسطس أن أخمتشين قد أدلى بشهادته أمام هيئة المحلفين الكبرى التي شكلها مولر.
ذكرت سي إن إن في 19 سبتمبر 2017، أن مانافورت كان هدفا لإجراءات تنصت على مكالماته الهاتفية قبل وبعد انتخابات عام 2016، وامتد التصمت حتى أوائل عام 2017. تسببت بعض المراسلات التي تم اعتراضها في مخاوف بين المحققين من أن مانافورت قد طلب مساعدة من الروس للحملة، على الرغم من أن الأدلة لم تكن حاسمة. بدأت عمليات التنصت على المكالمات الهاتفية بعد أن أصبح مانافورت موضوع تحقيق لمكتب التحقيقات الفيدرالي في ممارساته التجارية في عام 2014. تم تقديم تفاصيل هذه الاعتراضات لتحقيق مولر.
بحث مولر في العلاقات بين حملة ترامب والناشط الجمهوري بيتر سميث [الإنجليزية]، الذي صرح بأنه حاول الحصول على رسائل هيلاري كلينتون من المتسللين الروس، وأنه كان يتصرف نيابة عن مايكل فلين وأعضاء آخرين بارزين في حملة ترامب. نفى مسؤولو حملة ترامب أن سميث كان يعمل معهم. في خريف عام 2017، أجرى فريق مولر مقابلة مع مات تيت، الباحث السابق للأمن السيبراني في مقر الاتصالات الحكومية، والذي اتصل به سميث للتحقق من صحة رسائل البريد الإلكتروني المزعوم اختراقها من خادم البريد الإلكتروني الخاص بكلينتون. وبحسب ما ورد أخبر تيت محققي لجنة الاستخبارات في مجلس النواب في أكتوبر 2017 أنه يعتقد أن سميث له صلات بأعضاء الدائرة الداخلية لترامب - بما في ذلك فلين وستيف بانون وكيلياني كونواي - وربما كان يساعد في بناء أبحاث معارضة لحملة ترامب. انتحر سميث في مايو 2017، بعد عدة أيام من حديثه مع صحيفة وول ستريت جورنال حول جهوده المزعومة. بعمر بلغ 81 عامًا وفي حالة صحية سيئة، فقد ترك سميث خلفه ملف وثائق مُعد بشكل جيد، وأحتوى ما أطلقت عليه الشرطة مذكرة انتحار. قال محامي تركة سميث في أكتوبر 2017 إن بعض وثائق سميث قد تم تسليمها إلى لجنة المخابرات بمجلس الشيوخ. ذكرت صحيفة وول ستريت جورنال في 7 أكتوبر 2018، أن سميث قد جمع ما لا يقل عن 100000 دولار من الجهات المانحة في سعيه للحصول على رسائل كلينتون الإلكترونية، وأن تركته قد قدمت وثائق للتحقيق مولر، وأن زملاء سميث قد تم استجوابهم من قبل محققي مولر أو هيئة المحلفين الكبرى. ذكرت صحيفة وول ستريت جورنال في 10 أكتوبر 2018، أن سميث قد أقام «علاقة مهنية» مع فلين في وقت مبكر من عام 2015، وخلال الحملة كان يستخدم اتصالات فلين للمساعدة في بحثه عن رسائل البريد الإلكتروني لكلينتون. ذكرت المجلة في 19 أكتوبر 2018، أن محققي مولر لديهم أدلة على أن سميث قد يكون لديه معرفة مسبقة عن الخرق الذي أحدثه القراصنة في مجموعة Guccifer 2.0.
في ديسمبر 2017، تم الإعلان عن أن تحقيق مولر كان يدرس ما إذا كانت حملة ترامب واللجنة الوطنية للحزب الجمهوري، اللذان كانا يعملان معًا على الذراع الرقمية لحملة ترامب، قد قدما المساعدة للهاكرز الروس الذين حاولوا التأثير على الناخبين.

#### 2018
ذكرت باهو نيوز أن فريق مولر كان يفحص ما إذا كانت بيانات حملة ترامب واللجنة الوطنية للحزب الجمهوري المشتركة - التي كان يتم توجيهها من جانب ترامب بواسطة براد بارسكيل ويديرها صهر ترامب جيرد كوشنر - كانت مرتبطة بأنشطة الهاكرز والروبوتات الروسية التي تستهدف التأثير على الناخبين في الولايات المتحدة. وفي ذلك الشهر أيضًا، طلب الأعضاء البارزون في لجان الرقابة والقضاء في مجلس النواب من الرؤساء الجمهوريين أن يطلبوا استدعاء اثنتين من شركات البيانات التين استأجرتهما حملة ترامب للحصول على وثائق متعلقة بالتدخل الروسي بالانتخابات، بما في ذلك الشركة التي يرأسها بارسكيل. في 27 فبراير 2018، اختار ترامب بارسكيل ليكون مدير حملته لإعادة الانتخاب في 2020. ذكرت شبكة إن بي سي نيوز في 28 فبراير 2018، أن محققي مولر سألوا الشهود أسئلة حول ما إذا كان ترامب يدرك أن رسائل البريد الإلكتروني الديمقراطية سُرقت قبل الإعلان عن سرقتها، وما إذا كان قد شارك في الإفراج عنها بتوقيت استراتيجي. هذه هي أول إشارة تم الإبلاغ عنها تفيد بأن تحقيق مولر يدرس بالتحديد ما إذا كان ترامب متورطًا شخصيًا في أنشطة تواطؤية.

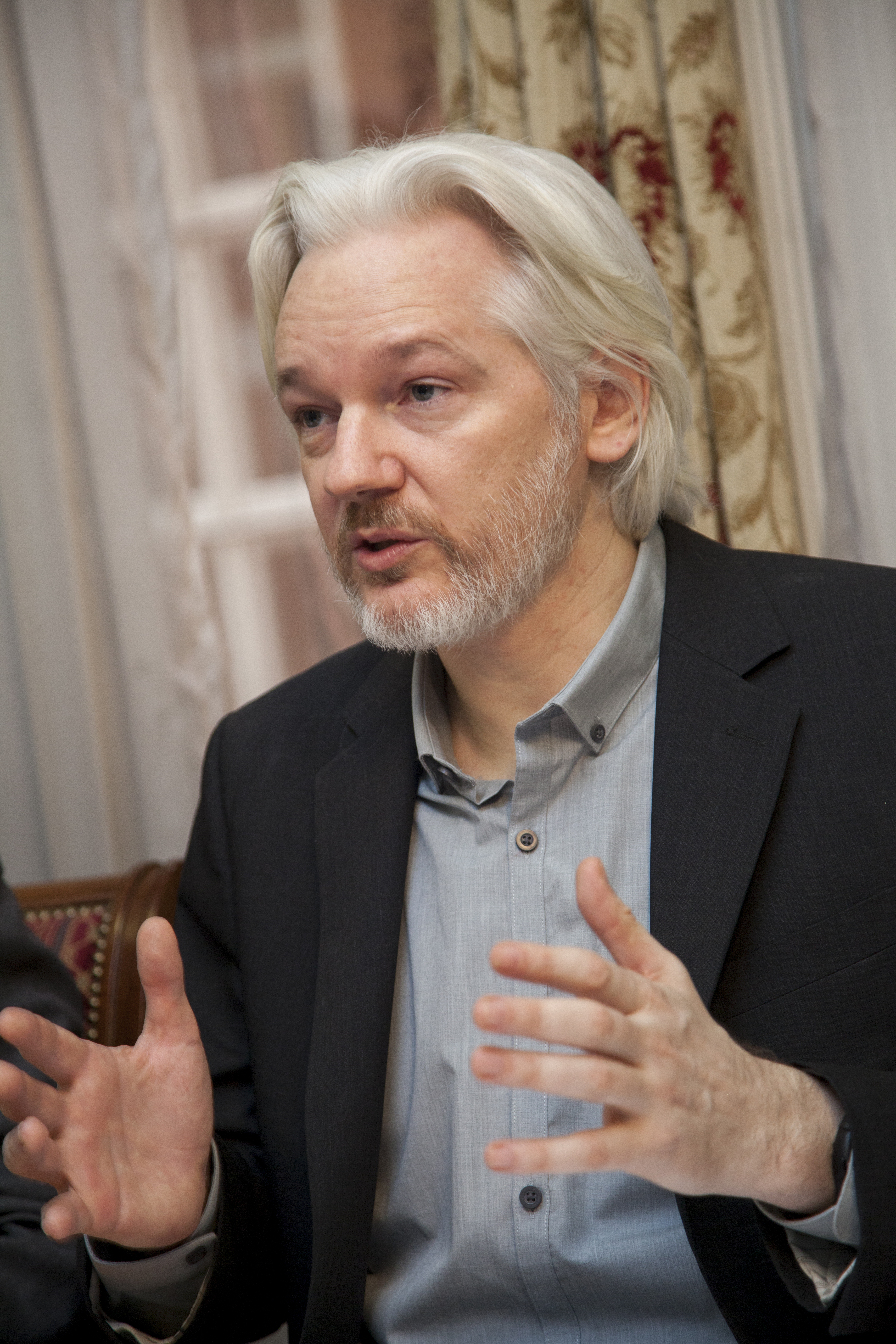
جوليان أسانج، محرر ويكيليكس

كما دقق محققو مولر في العلاقة بين روجر ستون ومؤسس ويكيليكس جوليان أسانج، ولماذا اتخذ ترامب مواقف سياسية مواتية لروسيا. ناقش ستون، وهو استراتيجي سياسي جمهوري منذ زمن طويل وأحد المقربين من ترامب مرارًا وتكرارًا اتصالاته الخلفية مع أسانج وادعى معرفته بالتسريبات القادمة من ويكيليكس. كما تبادل رسائل تويتر الخاصة مع مجموعة الهاكرز Guccifer 2.0، والتي ربطتها المخابرات الأمريكية بمجموعتين من المخابرات الروسية خلص محللو الأمن السيبراني إلى أنهم هم من اختراق رسائل البريد الإلكتروني للجنة الوطنية الديمقراطية. ذكرت صحيفة نيويورك تايمز في 1 نوفمبر 2018، أن ستون وستيف بانون تبادلوا رسائل البريد الإلكتروني في أكتوبر 2016 حول نية أسانج لإصدار وثائق، وأن بانون وغيره من كبار المسؤولين السابقين في حملة ترامب أخبروا محققي مولر بتأكيدات ستون بأنه كان القناة لويكيليكس وأنه بدا على دراية بالإصدار الوشيك للوثائق، رغم أن «الطبقة العليا» من الحملة كانت متشككة في مزاعم ستون. ذكرت رويترز في 16 مايو 2018، أن مكتب مولر استدعى جيسون سوليفان، استراتيجي الوسائط الاجتماعية لدى ستون، في الأسبوع السابق للإدلاء بشهادته أمام هيئة محلفين كبرى في 18 مايو، لتقديم الوثائق والأمور والمعلومات المخزنة إلكترونيًا. ذكرت رويترز في اليوم التالي أن جون كاكانيس، سائق ستون والمحاسب والناشط، تم استدعاءه أيضًا.
ركز المحققون أيضًا على التعليقات العامة لترامب في يوليو 2016 والتي طلب بها من روسيا العثور على رسائل البريد الإلكتروني التي تم حذفها من خادم البريد الإلكتروني الخاص بهيلاري كلينتون. في مؤتمر صحفي يوم 27 يوليو 2016، أي بعد أيام من بدء ويكيليكس نشر رسائل البريد الإلكتروني للجنة الوطنية الديمقراطية، قال ترامب، «روسيا، إذا كنت تستمعون، آمل أن تتمكنوا من العثور على 30.000 رسالة إلكترونية مفقودة». 13 يوليو 2018، وصف لائحة اتهام من 12 عملاء GRU الروسية
بعد «اجتماع حافل في الخامس من مارس، وافق فريق مولر على تزويد محامي الرئيس بمزيد من المعلومات المتركزة حول الموضوعات التي يرغب المدعون العامون في مناقشتها مع الرئيس.» ثم قام جاي سيكولو «بتجميع قائمة من 49 سؤالًا اعتقد الفريق أنها ستطرح على الرئيس... كانت صحيفة نيويورك تايمز أول من أشار لوجود تلك القائمة.»
في 30 أبريل 2018، نشرت صحيفة نيويورك تايمز قائمة بأسئلة المقابلة التي أجراها تحقيق ترامب مع محامي الرئيس. تم تقديم القائمة إلى التايمز من قبل فرد من خارج الفريق القانوني لترامب. كان من بين الأسئلة، «ما هي المعرفة التي لديك عن أي اتصال من قبل حملتك، بما في ذلك بول مانافورت، مع روسيا حول المساعدة المحتملة للحملة؟» قبل هذا الكشف، لم تكن هناك معلومات متاحة للجمهور تشير إلى أي اتصال من هذا القبيل. وأشارت التايمز إلى أن الأسئلة لم يتم نقلها حرفيًا وفي بعض الحالات كانت مختصرة. تم تقديم ردود كتابية على بعض الأسئلة إلى تحقيق مولر في 20 نوفمبر 2018.
ذكرت صحيفة نيويورك تايمز في 15 مايو 2018، أن مساعد سياسة حملة ترامب ونائب وزير مجلس البيت الأبيض جون ماشبرن ‏ قدم شاهدة أمام اللجنة القضائية في مجلس الشيوخ في مارس 2018 قائلا بأنه يتذكر أنه تلقى رسالة بريد إلكتروني من جورج بابادوبولوس في النصف الأول من عام 2016 يشير إلى أن الحكومة الروسية لديها معلومات ضارة حول هيلاري كلينتون. قبل هذا التقرير، لم تكن هناك معلومات متاحة للجمهور تشير إلى أن بابادوبولوس قد أبلغ أي شخص في حملة ترامب حول هذه الأمور. على الرغم من البحث المكثف عن البريد الإلكتروني المزعوم من قبل محققين مختلفين، لم يتم العثور عليه. وفي وثيقة محكمة  ظهر أن مكتب مولر قدم بالإضافة لإقرار بابادوبولوس بالذنب، اقتباسات حرفية من مختلف رسائل البريد الإلكتروني التي أرسلها بابادوبولوس أو تلقاها، لكن البريد الإلكتروني لماشبورن لم تتم الإشارة إليه في تلك الوثيقة. [بحاجة لمصدر]

#### 2019
في 22 مارس 2019، قدم المستشار الخاص تقريره النهائي إلى النائب العام ويليام بار. أدى التحقيق إلى إطلاق 199 تهمة جنائية و37 لائحة اتهام أو ذنب و5 أحكام بالسجن 
في 24 مارس 2019، أرسل بار خطابًا من أربع صفحات إلى الكونغرس يشرح فيه نتائج المستشار الخاص. تم تقسيم الخطاب إلى قسمين: القسم الأول يناقش جهود روسيا للتأثير على الانتخابات الرئاسية الأمريكية لعام 2016 والقسم الثاني يفصل إذا ما كان ترامب قد عرقل العدالة.

### عرقلة العدالة

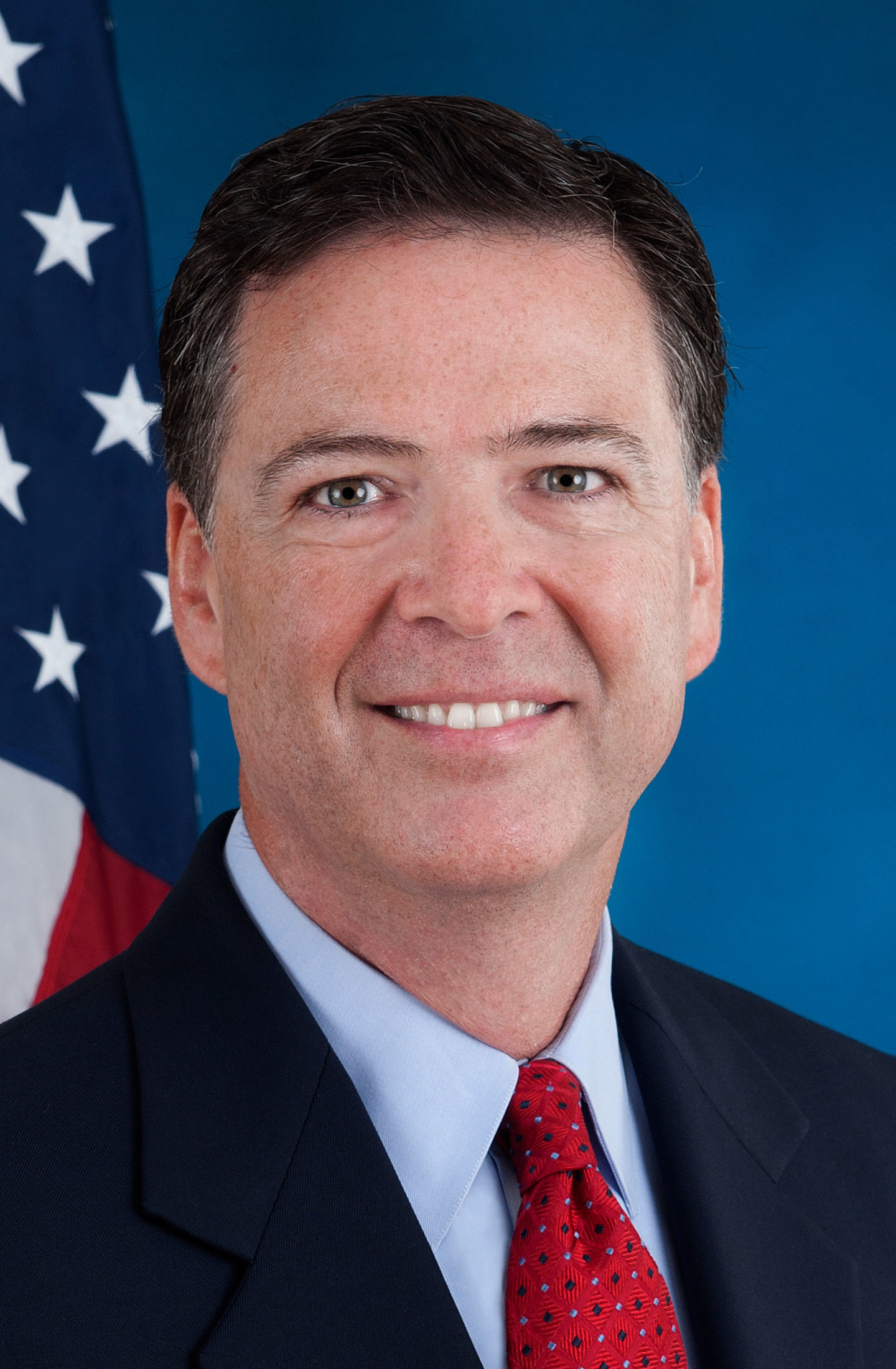
جيمس كومي

قبل وقت قصير من إعفائه، طلب ترامب من مدير مكتب التحقيقات الفيدرالي آنذاك جيمس كومي إسقاط التحقيق ضد أحد أعضاء حملة ترامب، مستشار الأمن القومي السابق فلين. في مارس، ورد أن ترامب ناقش تحقيق مكتب التحقيقات الفيدرالي في روسيا مع مدير الاستخبارات الوطنية دان كوتس ثم مدير وكالة المخابرات المركزية مايك بومبو (الذي يشغل حاليًا منصب وزير الخارجية اعتبارًا من 26 أبريل 2018)، وسأل عما إذا كان بإمكانهم التدخل مع كومي للحد من نشاطه أو وقفه. عندما سئل في جلسة استماع للجنة الاستخبارات بمجلس الشيوخ حول التقرير، قال كوتس إنه لن يناقش المحادثات التي أجراها مع الرئيس، لكن «لم أشعر مطلقًا بالضغط للتدخل في التحقيق الروسي بأي شكل من الأشكال». قبل تعيينه مديرًا للمخابرات القومية من قبل ترامب، كان كوتس سياسيًا جمهوريًا منتخبًا منذ عام 1981، حيث خدم في مجلسي النواب والشيوخ.
في مقابلة أجريت معه في مايو 2017 مع مذيع قناة إن بي سي نيوز ليستر هولت، صرح ترامب أنه كان يفكر في «هذا الأمر الروسي» عندما قرر إقالة مدير مكتب التحقيقات الفيدرالي جيمس كومي. أثار بيان ترامب مخاوف من عرقلة محتملة للعدالة. في مايو 2018 نفى ترامب إقالة كومي بسبب التحقيق الروسي. في أغسطس 2018، قام ترامب بالتغريد «تم كشف تلاعب هولت بالشريط الخاص بي عن روسيا»، تلا ذلك قول محاميه جاي سيكولو ‏ في سبتمبر 2018 أن إن بي سي قامت بتحرير مقابلة ترامب. لم يقدم ترامب ولا سيكولو دليلاً على أن الشريط قد تم تعديله.
في فبراير 2017، أُعلن أن مسؤولي البيت الأبيض قد طلبوا من مكتب التحقيقات الفيدرالي إصدار بيان بأنه لم يكن هناك اتصال بين شركاء ترامب ومصادر المخابرات الروسية خلال حملة عام 2016. لم يدلي مكتب التحقيقات الفيدرالي بالبيان المطلوب، وأشار المراقبون إلى أن الطلب انتهك الإجراءات المعمول بها بشأن الاتصال بين البيت الأبيض ومكتب التحقيقات الفيدرالي فيما يتعلق بالتحقيقات المعلقة. بعد أن كشف كومي في مارس / آذار أن مكتب التحقيقات الفيدرالي (FBI) يحقق في احتمال التواطؤ بين حملة ترامب وروسيا، اتصل ترامب هاتفياً مع دان كوتس ومدير الأمن القومي الأدميرال مايكل س. روجرز وطلب منهما إصدار بيان على الملأ عن عدم وجود التقاء بين حملته والروس. اعتقد كل من كوتس وروجرز أن طلب الرئيس غير مناسب، وإن لم يكن غير قانوني أيضا، ولم يصدرا البيان المطلوب. تبادل الاثنان مذكرات حول الحادث، وقدم روجرز مذكرة معاصرة لتوثيق الطلب. وتفيد التقارير أن جهود البيت الأبيض للضغط علناً على التحقيق في قضية روسيا تضمنت أيضاً طلبات إلى كبار المشرعين الذين لديهم إمكانية الوصول إلى معلومات استخباراتيه سرية عن روسيا، بما في ذلك السناتور ريتشارد بور والنائب ديفين نونيس، رئيسي لجنتي المخابرات بمجلس الشيوخ والبيت، على التوالي.
في مايو 2017، تم الإبلاغ عن أن كومي قام بتدوين ملاحظات معاصرة مباشرةً بعد محادثته لترامب في المكتب البيضاوي في 14 فبراير 2017، حيث وُصف ترامب بأنه حاول إقناع كومي بإسقاط تحقيق إف بي أي ضد فلين. تشير المذكرة إلى أن ترامب قال: «آمل أن ترى الطريق واضحة لترك هذا الأمر، والسماح لفلين بالرحيل. انه رجل جيد. آمل أن تتمكن من ترك هذا الأمر». لم يقدم كومي أي تعهدات لترامب حول هذا الموضوع. نفى البيت الأبيض الأحداث في المذكرة، لكن الملاحظات المعاصرة لأي من عملاء مكتب التحقيقات الفيدرالي يتم اعتبارها وعلى نطاق واسع في المحكمة دليلا موثوق به على المحادثات. في شهادته أمام لجنة الاستخبارات بمجلس الشيوخ في 8 يونيو، قدم كومي تقريراً مفصلاً عن محادثة 14 فبراير، بما في ذلك اقتراح ترامب بأنه «يجب» التخلي عن تحقيق فلين. قال كومي إنه «أخذها كتوجيه... أخذت هذا الأمر، على أنه ما يريدني أن أفعله.» وأضاف أنه كان «أمرًا مقلقًا للغاية، مقلق للغاية»، وأنه ناقش الحادث مع قادة مكتب التحقيقات الفيدرالي الآخرين، بما في ذلك ما إذا كان ينبغي فتح تحقيق إعاقة العدالة. قام كومي بإنشاء مذكرات مماثلة حول المحادثات التسعة التي أجراها مع الرئيس. لدى مكتب مويلر مذكرات كومي، لكن في 2 فبراير 2018، رفض قاضٍ اتحادي طلبات متعددة بناء على قانون حرية المعلومات لنشر الوثائق، على الأقل في الوقت الحالي.
بدأ مكتب التحقيقات الفيدرالي تحقيقًا في إعاقة العدالة ضد ترامب، وذلك بعد أيام قليلة من إعفاء كومي يوم 9 مايو. تولى مكتب المستشار الخاص قضية عرقلة التحقيق القضائي وأجرى مقابلات مع كوتس، مدير الاستخبارات الوطنية، ومدير وكالة الأمن القومي روجرز ونائب مدير وكالة الأمن القومي ريتشارد ليدجيت ‏. ذكرت شبكة ايه بي سب بيوز في يونيو أن مولر كان يجمع معلومات أولية حول احتمال عرقلة العدالة، لكن لم يتم إطلاق تحقيق شامل. في 16 يونيو، غرد ترامب قائلا: «يجري التحقيق معي بسبب قيامي بطرد مدير مكتب التحقيقات الفيدرالي، من قبل الرجل الذي طلب مني طرد مدير مكتب التحقيقات الفيدرالي! صيد الساحرات.» ومع ذلك، قال محامي ترامب جاي سيكولو إن تغريدة ترامب كانت تشير إلى تقرير واشنطن بوست الصادر في 14 يونيو بأنه قيد التحقيق بسبب عرقلة العدالة،  وأنه لم يتم إخطار ترامب فعليًا بأي تحقيق.
ذكرت صحيفة نيويورك تايمز ولوس أنجلوس تايمز في 20 سبتمبر 2017، أن مكتب مولر قد طلب معلومات من البيت الأبيض بخصوص اجتماع المكتب البيضاوي الذي عقده الرئيس ترامب مع السفير الروسي سيرجي كيسلياك ووزير الخارجية الروسي سيرجي لافروف في 10 مايو 2017، والذ ذكر خلاله ترامب إن إعفاء كومي من موقعه قد خفف «الضغط الشديد» عنه.
في 23 يناير 2018، ذكرت صحيفة واشنطن بوست أن روبرت مولر سعى إلى استجواب الرئيس دونالد ترامب بشأن مغادرة فلين وكومي.
ذكرت الواشنطن بوست أيضًا في 23 يناير 2018، أن مكتب مولر مهتم بمحادثة المكتب البيضاوي في مايو 2017 بين ترامب وأندرو ماكابي، بعد أيام من أن شغل مكابي تلقائيًا موقع المدير بالنيابة لمكتب التحقيقات الفيدرالي بسبب إعفاء ترامب لكومي، بزعم عدم تعهده بالوفاء إلى الرئيس. خلال هذه المحادثة، ذُكر أن ترامب سأل مكابي عن من صوت في الانتخابات الرئاسية لعام 2016. أجاب مكابي، وهو جمهوري، أنه لم يصوت في تلك الانتخابات. في 24 يناير 2018، نفى ترامب - أو لم يتذكر - سؤاله لمكابي عن تصويته. مثل كومي، قام مكابي أيضًا بتدوين ملاحظات معاصرة عن محادثاته مع ترامب، والتي يقال إنها أصبحت الآن في حوزة مكتب مولر.
ذكرت صحيفة نيويورك تايمز في 23 يناير 2018، أن المدعي العام جيف سيشنز تم استجوابه في الأسبوع السابق من قبل محققي مولر. أعرب ترامب سابقًا عن إحباطه من أن سيشنز قد عزل نفسه عن التحقيق ولم يمنع تعين المستشار الخاص، مشيرًا إلى أنه لم يكن سيعين سيشنز لو علم أمه كان سيفعل ذلك. تم الإبلاغ عن العديد من الجلسات التي هدد فيها ترامب بإقالة سيشنز، أو التي هدد ضمنها سيشنز بتقديم استقالته. ذكرت صحيفة واشنطن بوست في 28 فبراير 2018، أن تحقيق مولر كان يدرس الفترة من الوقت خلال صيف عام 2017 عندما بدا أن ترامب كان مصمماً على دفع سيشنز خارج وظيفته، لتحديد «ما إذا كانت هذه الجهود جزءًا من أشهر طويلة في عرقلة العدالة». كان من شأن رحيل سيشنز أن يسمح لترامب بتعيين مدع عام آخر غير مقيد بالعزل. ذكرت صحيفة نيويورك تايمز في 29 مايو 2018، أن تحقيق مولر يدرس حدث لم يتم الإبلاغ عنها سابقًا في مارس 2017 عندما حاول ترامب إقناع سيشنز بعكس عزل نفسه عن التحقيقات، مما يشير إلى أن التحقيق في احتمال حدوث عرقلة للعدالة كان أوسع مما كان معروفًا من قبل. الأسئلة التي قدمها مكتب مولر إلى محامي ترامب لإجراء مقابلة مع الرئيس تشمل: «ما هي الجهود التي بذلتها لمحاولة جعل [سيشنز] يعدل رأيه [حول العزل]؟»
ذكرت صحيفة يو إس إيه توداي وصحيفة نيويورك تايمز في 31 يناير 2018، أنه من المتوقع أن يستجوب مكتب مولر مارك كورالو ‏، المتحدث السابق باسم الفريق القانوني للرئيس ترامب، حول مخاوفه المُبلغ عنها من أن الرئيس ومساعده هوب هوبز قد سعيا إلى عرقلة العدالة. وبحسب ما ورد، يخطط كورالو لإخبار المحققين بأن هيكس أخبر الرئيس ترامب في مؤتمر عبر الهاتف أن رسائل البريد الإلكتروني لترامب جونيور بخصوص لقائه مع الروس «لن تخرج أبداً». ونفى محامي هيكس هذا الادعاء. يقال إن محققي مولر قد قابلوا هيكس في أوائل ديسمبر 2017. استقال كورالو من فريق ترامب في يوليو 2017، بسبب قلقه من أن الرئيس عرقل العدالة.
ذكرت بلومبرج نيوز في 12 مارس 2018، أن التحقيق في جانب عرقلة العدالة على وشك الانتهاء وأن مولر قد وضعه جانبا لإتمام جوانب أخرى، مثل التواطؤ والقرصنة.
ذكرت صحيفة نيويورك تايمز في 28 مارس 2018، أنه وفي عام 2017، بينما كان تحقيق مولر يبني قضيته ضد مايكل فلين وبول مانافورت، طرح المحامي السابق لترامب جون م. دود فكرة العفو الرئاسي عن الرجال مع محاميهم. ذكرت التايمز أن هذا ربما يشير إلى مخاوف الفريق القانوني لترامب بشأن ما قد يكشفه الرجال للمحققين إذا وافقوا على التعاون مع التحقيق في مقابل التساهل. على الرغم من اختلاف الآراء القانونية حول ما إذا كانت هذه المناقشة وحدها ستشكل عرقلة للعدالة، فقد يعرضها المدعون كجزء من نمط من نشاط يشير إلى مؤامرة لإحباط التحقيق. ذكرت شبكة سي بي إس نيوز في 28 مارس 2018، أن مانافورت يرفض صفقة الإقرار ويرغب بالبدئ بإجراءات المحاكمة لأنه يتوقع عفوًا من ترامب، نقلاً عن «مصادر قانونية على دراية باستراتيجيته».
في رسالة موجهة إلى مولر في يناير 2018، أكد محامو ترامب أن ترامب لا يمكنه عرقلة العدالة بشكل غير قانوني لأن الدستور يمنحه سلطة كاملة على جميع التحقيقات الفيدرالية ويمكنه «إذا كان يرغب أن ينهي التحقيق أو حتى أن يمارس سلطته بالعفو».
طلب ترامب وتلقى استقالة النائب العام جيف سيشنز في اليوم التالي لانتخابات التجديد النصفي للعام 2018، بعد شهور من انتقاد سيشنز لعزله نفسه عن الإشراف على تحقيق مويلر، قائلا في يوليو 2017، «إذا كان سيعتزم عزل نفسه كان عليه أخباري قبل أن يتولى الوظيفة وكنت سأختار شخصًا آخر». عين ترامب ماثيو وايتكر، رئيس أركان الجلسات منذ سبتمبر 2017، كمحام عام بالنيابة. بينما كان ويتاكر رئيس أركان الجلسات، وصفه رئيس أركان البيت الأبيض جون كيلي بأنه «عيون وآذان» الجناح الغربي في وزارة العدل، العبارة التي اعتبرها ترامب معادية له. قبل انضمامه إلى وزارة العدل، كان ويتاكر قد انتقد علناً تحقيق مولر في عدة مناسبات، مؤكدًا أنها «تمضي أبعد من اللازم»، مشيرًا إلى ذلك على أنه «غوغاء لينش»، واقترح أنه يمكن إعاقة ذلك بخفض ميزانيتها. كان ترامب قد رأى أن تعليقات ويتاكر، على شبكة سي إن إن، كانت داعمة خلال صيف عام 2017، وأن محامي البيت الأبيض دون ماكجان أجرى مقابلة مع جوي ويتير للانضمام إلى الفريق القانوني لترامب باعتباره «كلب هجوم» ضد مولر. أثناء مقابلة مع ذا دايلي كولر في 14 نوفمبر، 2018، سُئل ترامب عمن قد يفكر في تولي منصب النائب العام الدائم، ذاكرا وايتكر. صرح ترامب بأنه «حسب ما يهمني، فهذا التحقيق كان يجب ألا يبدا أبداً... إنه تحقيق غير قانوني.» بعد أيام من تعيين ويتاكر، أكد جيري نادلر، الرئيس الجديد للجنة القضائية بمجلس النواب، أن تعيين ويتاكر كان «جزءًا من نمط عرقلة» لتحقيق مولر وأن ويتاكر سيكون أول شاهد سيتم استدعاؤه للشهادة أمام اللجنة. في مقابلة بثت في 18 نوفمبر 2018، أكد ترامب أنه لم يكن على علم بانتقادات ويتاكر السابقة للتحقيق الذي قام به مولر، في وقت لاحق في إشارة إلى أحد تصريحات وايتكر السابقة، قائلاً «ليس هناك تواطؤ، لقد صادف أنه على حق». وأضاف ترامب: «أعتقد أنه يدرك السياسة جيدًا. أعتقد أنه ذكي على المستوى السياسي... سوف يفعل ما هو صحيح.»
وفقًا لرسالة من المحامي العام المعين من قبل ترامب ويليام بار، لم يتم التوصل إلى استنتاج في تقرير مولر حول ما إذا كان ترامب قد عرقل العدالة أم لا. واعتبارًا من 24 مارس 2019، لم يتم إصدار التقرير نفسه.

### التحقيقات المالية
امتد تحقيق المستشار الخاص ليشمل العلاقات المالية لترامب وشركائه مع روسيا. قام مكتب التحقيقات الفيدرالي (FBI) بمراجعة السجلات المالية لترامب نفسه، ومنظمة ترامب، وأفراد أسرة ترامب، وموظفي حملته، بما في ذلك أنشطة ترامب العقارية، التي كانت تخضع للتدقيق الفيدرالي قبل الحملة. وفقًا لشبكة CNN، قد يكون من السهل على المحققين إثبات الجرائم المالية أكثر من أي جرائم تنجم مباشرة عن التواطؤ مع روسيا. من بين موظفي الحملة الذين يخضعون للتحقيقات المالية، مانافورت، فلين، كارتر بيج، وصهر ترامب جاريد كوشنر. في مؤتمر العقارات بنيويورك في سبتمبر 2000، صرح دونالد ترامب جونيور: «فيما يتعلق بتدفق المنتجات المتطورة إلى الولايات المتحدة، يشكل الروس قطاعًا غير متناسب إلى حد كبير من حجم أصولنا المالية؛ على سبيل المثال مقارنة لما نراه في دبي وبالتأكيد في مشروعنا في سوهو وأي مكان في نيويورك. نرى الكثير من الأموال تتدفق من روسيا.» أبلغت <i>مكلاتشي</i> في 6 أبريل 2018، أن محققي مويلر وصلوا هذا الأسبوع دون سابق إنذار إلى منزل زميل تجاري لم تذكر اسمه من منظمة ترامب كان قد عمل على صفقات أجنبية للشركة في السنوات الأخيرة. كان لدى المحققين أوامر جلب للسجلات الإلكترونية ولإجباره على شهادة اليمين، وأُفيد أنهم مهتمون بشكل خاص بالمعاملات التي تشمل محامي ترامب مايكل كوهين.
تشمل المعاملات قيد التحقيق عدة عمليات شراء روسية لشقق ترامب، وتطوير سوهو مع شركائه الروس، ومسابقة ملكة جمال الكون لعام 2013 في موسكو، والمعاملات مع بنك قبرص، والتمويل العقاري الذي نظمه كوشنر، وبيع ترامب لقصر فلوريدا بمبلغ 30 مليون دولار بأعلى من قيمتها المقدرة إلى الروسية ديمتري ريبولوفليف. اتصل فريق المستشارين الخاصين بمصرف دويتشه بانك، وهو المؤسسة المصرفية الرئيسية التي تتعامل مع منظة ترامب. ذكرت صحيفة وول ستريت جورنال في 6 ديسمبر 2017، أن دويتشه بنك تلقى طلب استدعاء من مكتب مويلر في وقت سابق يتعلق بالسكان أو الكيانات التابعة للرئيس ترامب. ذكرت قصة المجلة الأصلية، بشكل غير صحيح، أن سجلات ترامب قد تم طلب استدعاءها، والتي ذكرت صحيفة نيويورك تايمز دورها في 10 أبريل 2018، أنها دفعت ترامب لإخبار مستشاريه «بأي شروط غير مؤكدة» بضرورة إغلاق تحقيق مويلر، قبل إبلاغ مكتب مولر لمحامي ترامب بأن التقرير كان غير صحيح.
كوشنر للعقارات ‏ - الشركة التي استقال جاريد كوشنر كرئيس تنفيذي لها في أوائل عام 2017 للعمل كمستشار أول في البيت الأبيض لدى ترامب - اشترت برج المكاتب الواقع في 666 فيفث أفنيو ‏ في مانهاتن عام 2007، وذلك قبل هبوط أسعار العقارات في مانهاتن مباشرة أثناء الركود العظيم. واجه العقار منذ ذلك الحين صعوبات مالية تحاول الشركة حلها بتمويل جديد، بدون جدوى، قبل استحقاق رهن عقاري بقيمة 1.2 مليار دولار في فبراير 2019. وبحسب ما تم نشره فقد تعقدت الأمور مع انتخاب ترامب، بسبب تجنب المقرضين المحتملين التعامل معهم بسبب احتمال تضارب المصالح. أثارت هذه المسألة اهتمام المحققين الذين حققوا في اجتماع كوشنر في ديسمبر 2016 مع سيرجي غوركوف ‏، الذي قال في بيان أصدره مصرفه إنه التقى كوشنر بصفته الرئيس التنفيذي آنذاك لشركة كوشنر العقارية، بينما أكد كوشنر للكونجرس في بيان صدر في 24 يوليو 2017، أن الاجتماع لم يتضمن «أي نقاش حول شركتي، أو معاملاتي التجارية، أو المشاريع العقارية، أو القروض، أو الترتيبات المصرفية أو أي شركة خاصة من أي نوع.»  ذكرت سي إن إن في 20 فبراير 2018، أن تحقيق مويلر قد توسع وراء اتصالات كوشنر مع روسيا ويشمل الآن جهوده لتأمين تمويل لكوشنر للعقارات ‏ من مستثمرين أجانب آخرين أثناء فترة الانتقال الرئاسي. باعت كوشنر للعقارات مبنى 666 فيفث أفنيو في صيف عام 2018.

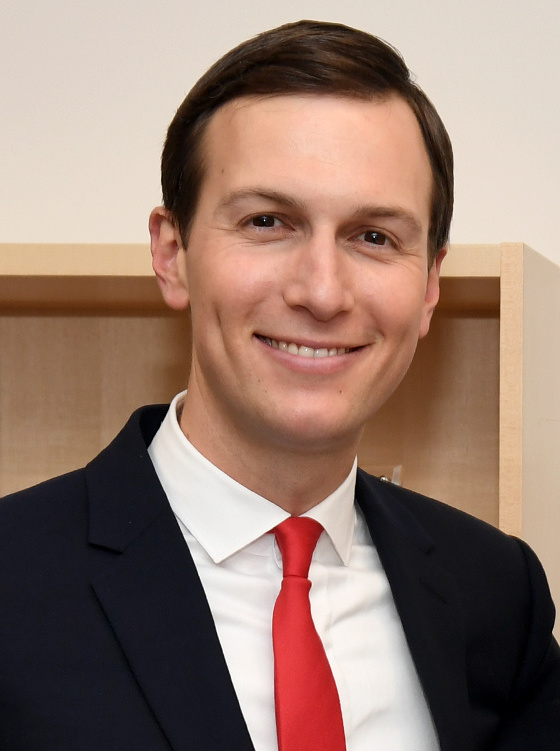
جاريد كوشنر، الرئيس التنفيذي السابق لشركة كوشنر للعقارات ومستشار رئيسي للرئيس ترامب

تولى مولر التحقيق في تحقيق قائم عن غسل الأموال موجه ضد مانافورت، رئيس حملة ترامب السابقة. في 30 أكتوبر 2017، وجهت هيئة محلفين كبرى فيدرالية إلى مانافورت وزميله ريك غيتس تهم تشمل التآمر ضد الولايات المتحدة ‏، والتآمر لغسل الأموال، وعدم تقديم تقارير عن حسابات مصرفية أجنبية وحسابات مالية، ولكونه عميلاً غير مسجل لطرف أجنبي، ولبيانات كاذبة ومضللة ضمن قانون تسجيل الوكلاء الأجانب (FARA)، ولشهادات كاذبة. كما يتم التحقيق في الأنشطة المالية لمانافورت من قبل لجان المخابرات في مجلس الشيوخ ومجلس النواب، والنائب العام في نيويورك، ومحامي مقاطعة مانهاتن.
سيتمكن المستشار الخاص من الوصول إلى الإقرارات الضريبية لترامب، والتي «أزعجت ترامي بشكل خاص» وفقًا لواشنطن بوست. كان رفض ترامب للإفراج عن الإقرارات الضريبية، كما يفعل المرشحون الرئاسيون عادة، مثار جدل سياسي منذ حملته الانتخابية الرئاسية.
ويحقق المستشار الخاص أيضًا فيما إذا كان نائب محافظ البنك المركزي الروسي، ألكسندر تورشين ‏، قد قام بتحويل الأموال بطريقة غير قانونية من خلال الرابطة الوطنية للبنادق لصالح حملة ترامب. في 16 مايو 2018، أصدرت اللجنة القضائية بمجلس الشيوخ تقريراً تفيد أنها حصلت على «عدد من الوثائق التي تشير إلى أن الكرملين استخدم الرابطة الوطنية للبنادق كوسيلة للوصول إلى السيد ترامب وحملته» من خلال تورشين. ومساعدته ماريا بوتينا، وأن «الكرملين ربما يكون قد استخدم الرابطة الوطنية للبنادق لتمويل حملة السيد ترامب سرا.» أبلغت الرابطة الوطنية للبنادق عن إنفاق 30 مليون دولار لدعم حملة ترامب - ثلاثة أضعاف ما تم رصده لدعم الجمهوري ميت رومني في سباق 2012 الرئاسي. تم إنفاق معظم هذه الأموال من قبل ذراع للرابطة الوطنية للبنادق لا يطلب منها قانونا الكشف عن جهات تمويلها. يُقال أن تورشين، وهو عضو دائم في الرابطة الوطنية للبنادق، سعى للتوسط في اجتماع بين ترامب وفلاديمير بوتين في مايو 2016، لكن كوشنر رفض ذلك. يدّعي تورشين أنه التقى بترامب في حدث أقيم في ناشفيل في أبريل 2015؛ حيث قام بالتغريد حول اللقاء في أغسطس، قائلاً إن ترامب هو «مؤيد للقيم العائلية التقليدية». تحدث تورشين مع دونالد ترامب جونيور خلال حفل أقيم في التجمع الوطني للجيش الوطني في كنتاكي في مايو 2016، والذي وصفه محامي ترامب جونيور آلان فوتيرفاس ‏ بأنه «دردشة حول الأسلحة». ربطت السلطات الإسبانية تورشين بغسيل الأموال ووصفته بأنه «عراب» في تاغانسكايا، وهي منظمة إجرامية روسية كبرى. في 14 يوليو 2018، وجهت وحدة الأمن القومي التابعة لوزارة العدل إلى بوتينينا تهمة كونه عميل روسي غير مسجل حاول إنشاء قناة خلفية للاتصالات بين الجمهوريين الأمريكيين / المحافظين والمسؤولين الروس من خلال التسلل إلى جيش التحرير الوطني، ومأدبة الإفطار الوطنية ‏ والمنظمات الدينية المحافظة. في 13 ديسمبر 2018، اعترفت بأنها مذنبة بالتآمر مع تورشين ضمن هذا الجهود. ذكرت صحيفة نيويورك تايمز في 17 يوليو 2018، أنه من المقرر أن يزور تورشين البيت الأبيض في عام 2017، ولكن تم إلغاء الاجتماع بعد أن لاحظ أحد مساعدي الأمن القومي أن تورشين كان قيد التحقيق من قبل السلطات الإسبانية بسبب قضايا غسيل الأموال.
ذكرت سي إن إن في 4 أبريل 2018، أن محققي مولر كانوا يدرسون ما إذا كانت حكومة القلة الروسية قدمت بشكل مباشر أو غير مباشر تبرعات نقدية غير قانونية لحملة ترامب ولحفل التنصيب. كان المحققون يدرسون ما إذا كان الأوليغاركيون يستثمرون في شركات أمريكية أو مؤسسات فكرية لها لجان عمل سياسي [الإنجليزية] مرتبطة بالحملة، فضلاً عن الأموال التي يتم تحويلها من خلال مانحين أمريكين محتالين ‏ إلى حملة ترامب وصندوق حفل التنصيب. تم اعتقال فرد واحد على الأقل من الحركة الأوليغارشية وتفتيش أجهزته الإلكترونية لدى وصوله إلى مطار في منطقة نيويورك على متن طائرته الخاصة في أوائل عام 2018؛ ميزت التقارير اللاحقة لصحيفة نيويورك تايمز شخصية الرجل محددة بأنه فيكتور فيكسلبرغ. تم استجواب فيكسلبرغ حول دفعات بمئات الآلاف من الدولارات قدمت كدفعة إلى مايكل كوهين بعد الانتخابات، من خلال كولومبس نوفا، شركة أمريكية تابعة لمجموعة مجموعة ريفونا المملوكة لفيلكسلبيرج. أوليغارشي أخر احتُجز في رحلة حديثة إلى الولايات المتحدة، لكن من غير الواضح ما إذا كان قد تم تفتيشه أم لا. وبحسب ما ورد فقد طلب المحققون من أوليغارشي ثالث لم يسافر إلى الولايات المتحدة تقديم وثائق وإجراء مقابلات بشكل طوعي.
ذكرت صحيفة نيويورك تايمز في 9 أبريل 2018، أن تحقيق مويلر يدرس تبرعًا بقيمة 150,000 دولار تبرع بها فيكتور بينشوك ‏، الملياردير الأوكراني، في سبتمبر 2015 إلى مؤسسة دونالد ترامب في مقابل ظهور، مدته 20 دقيقة، لترامب عبر الفيديو إلى مؤتمر في كييف. ظهرت هذه المعاملة في الوثائق التي قدمتها مؤسسة ترامب للمحققين بموجب أمر استدعاء في وقت سابق من عام 2018. تم طلب التبرع، وهو الأكبر الذي تلقته المؤسسة في عام 2015، من قبل محاميه مايكل كوهين. ذكرت صحيفة التايمز أن مذكرة الاستدعاء طالبت بـتسليم «الوثائق ورسائل البريد الإلكتروني ورسائل أخرى مرتبطة العديد من الأفراد الروس، بما في ذلك بعض الأسماء التي لم يتم ربطها علناً بالسيد ترامب».
أظهرت المستندات التي حصلت عليها النيويورك تاميز في مارس 2019 أن أوامر ألاستدعاء الخاصة برسائل مايكل كوهين الإلكترونية قد تم تأمينها من قبل محققي مولر في يوليو 2017، حيث كانت إحدى الإستدعاءات تشير إلى مخطط «لتقديم مساهمة حملة غير قانونية في أكتوبر 2016 لمرشح الرئاسة آنذاك دونالد ترامب». تم منع نشر 19 صفحة من الوثائق المتعلقة بـ «مخطط المساهمة غير القانونية للحملة».

#### غارات كوهين
في 9 أبريل 2018، وبناءً على إحالة إلى محكمة الولايات المتحدة المحلية للمنطقة الجنوبية من نيويورك (SDNY) من المستشار الخاص، داهم مكتب التحقيقات الفيدرالي مكتب مدينة نيويورك والإقامة وجناح الفندق وصناديق الودائع الآمنة الخاصة بمايكل كوهين، وتم الاستيلاء على السجلات المتعلقة بعدة مواضيع. صادر مكتب التحقيقات الفيدرالي أجهزة الكمبيوتر والهواتف والسجلات المالية الشخصية لكوهين، بما في ذلك الإقرارات الضريبية، وذلك ضمن الغارة على مكتبه في 30 روكفلر بلازا. ونقلت شبكة سي إن إن عن مصادر لم تسمها قولها إن مذكرة البحث «واسعة للغاية فيما يتعلق بالعناصر المطلوبة» وأنها تتضمن سجلات مصرفية.
تمت الموافقة على مذكرة البحث من قبل نائب المدعي العام رود روزنشتاين شخصيًا ونفذتها وحدة الفساد العام في محكمة الولايات المتحدة المحلية للمنطقة الجنوبية من نيويورك. تم حجب جيفري بيرمان، الرئيس المؤقت لمحكمة الولايات المتحدة المحلية للمنطقة الجنوبية من نيويورك، عن هذه القضية؛ تعين ترامب، وكان قد عمل كمحامي متطوع في حملة ترامب. علاوة على ذلك، نظرًا للطبيعة الحساسة للغارة وامتياز المحامي - العميل، يتعين على فريق خاص مراجعة المستندات لفصل المستندات المتميزة والمحمية بعناية والتي قد تكون قد صودرت في الغارة لضمان أن تلك المستندات لن يتم تمريرها إلى المحققين. نشر المدون القانوني والمدعي الفيدرالي السابق كين وايت من مدونة بوبات مقالًا في صحيفة نيويورك تايمز يعطي بعض المعلومات الأساسية عن إجراءات وزارة العدل المطلوبة للموافقة على مثل هذه الغارة، قائلاً إن البحث «يوحي بأن المدعين يعتقدون أنهم يستطيعون إقناع القاضي بأن الاتصالات بين السيد ترامب والسيد كوهين يقعان تحت استثناء جريمة الاحتيال» من حماية امتياز المحامي-العميل. ووصفت الغارة بأنها «خطيرة للغاية» على كل من كوهين وترامب. نشر وايت مزيدًا من التحليلات على مدونة بوبات، ناقلاً القسم 9-13.320 [ sic ] [ recte 9-13.420] من دليل محامي الولايات المتحدة، والذي يحدد الأسس واللوائح المحددة لعمليات تفتيش مقار المحاماة.

### جماعات الضغط

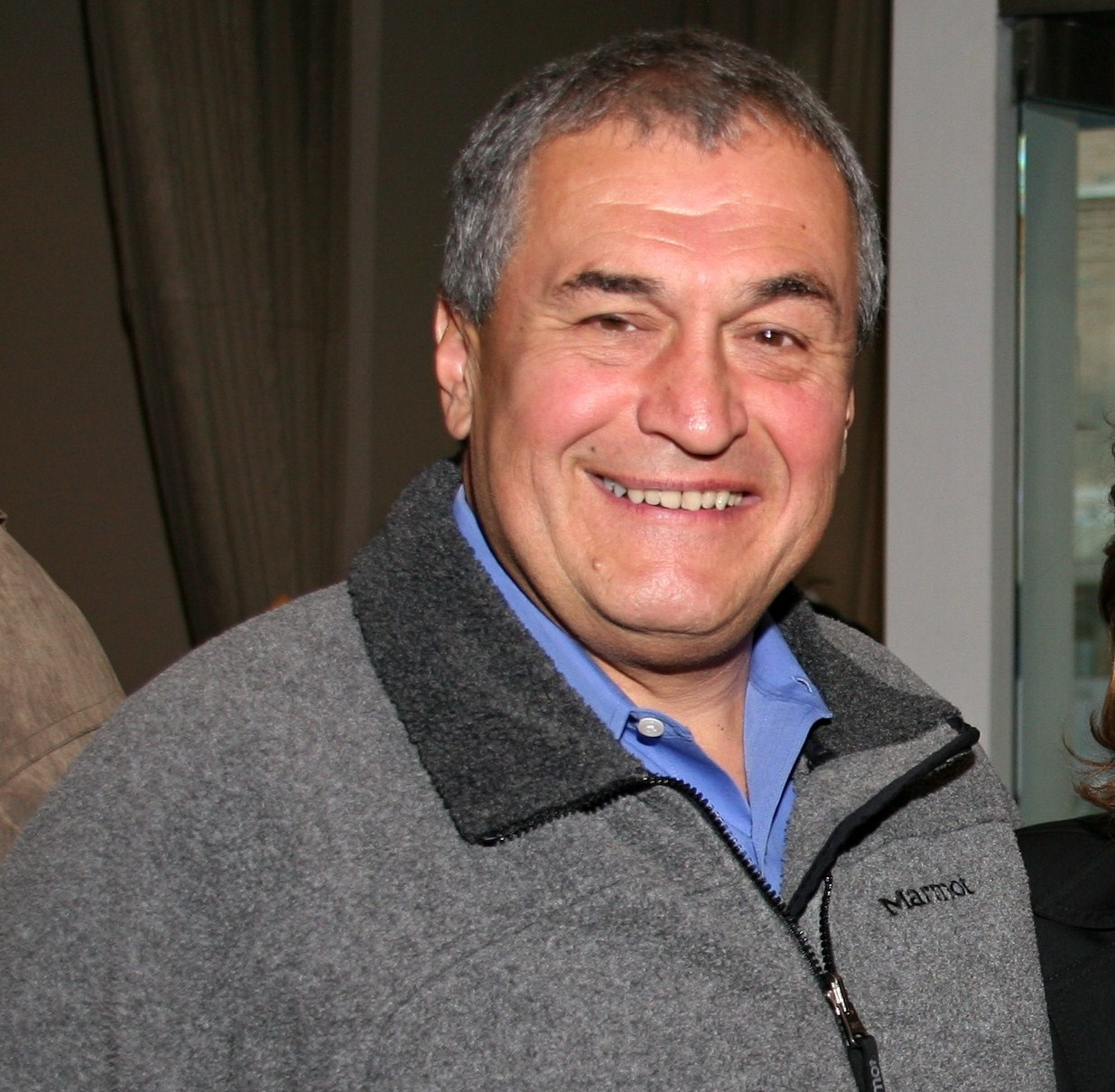
، المؤسس المشارك لمجموعة بوديستا التي انتهت صلاحيتها الآن

في أغسطس 2017، أبرز فريق مولر مذكرات استدعاء صادرة عن هيئة المحلفين الكبرى لمسؤولين في ست شركات، بما في ذلك شركة الضغط مجموعة بوديستا وميركوري ذ.م.م. تتعلق بأنشطة أُقيمت نيابة عن حملة علاقات عامة لمنظمة أوكرانية موالية لروسيا تسمى المركز الأوروبي لأوكرانيا الحديثة ‏. ترأس جهود العلاقات العامة بول مانافورت، وتمتت في الفترة من 2012 إلى 2014. تدار مجموعة بوديستا بواسطة توني بوديستا ‏، بينما يرأس فين ويبر [الإنجليزية] مؤسسة ميركوري، وهو عضو سابق في الكونغرس ومن الحزب الجمهوري. يحقق مولر فيما إذا كانت الشركات قد انتهكت قانون تسجيل الوكلاء الأجانب (فارا) (FARA). أعلنت مجموعة بوديستا في نوفمبر 2017 أنها ستغلق أبوابها بشكل دائم، مع انتقال العديد من موظفيها إلى كوغنيت ستراتيجيز، وهي شركة جديدة أسسها كيمبرلي فريتس الرئيس التنفيذي لمجموعة بوديستا.

### ترامب كهدف للتحقيقات
منذ بداية رئاسته، طلب ترامب تأكيدات بأنه لم يكن شخصياً قيد التحقيق. أخبره مدير مكتب التحقيقات الفيدرالي كومي بذلك بشكل خاص في ثلاث مناسبات، لكنه رفض الإدلاء بتعليق عام بهذا المعنى. في رسالته التي عزل بها كومي، شكر ترامب كومي «لإبلاغي، في ثلاث مناسبات منفصلة، أنني لست قيد التحقيق». وأكد كومي في وقت لاحق أن ذلك كان صحيحا.
في مارس 2018، أبلغ مكتب مولر محامي ترامب أن الرئيس ليس «هدفًا إجراميًا» لكنه يظل «موضوعا» للتحقيق المستمر. تم الإبلاغ عن أن مستشاري ترامب منقسمون في تفسيرهم لهذا، حيث يعتقد البعض أنه كان مؤشراً على أن تعرضه للمساءلة القانونية كان منخفضًا، في حين أعرب آخرون عن قلقهم من أن مولر كان يحرض ترامب على الموافقة على الإدلاء بمقابلة شخصية، الأمر الذي حذر منه محامو ترامب خوفًا من تغير وضعه من موضوع إلى هدف. ذكرت صحيفة بوست أن مولر أخبر المحامين بأنه «يعد تقريراً عن تصرفات الرئيس أثناء توليه منصبه وإعاقته المحتملة للعدالة». أشارت البوست إلى إرشادات وزارة العدل، التي تشرح:
«الهدف» هو الشخص التي يملك المدعي العام أو هيئة المحلفين الكبرى أدلة جوهرية تربط ـه/ها بارتكاب جريمة ويكون المدعى عليه حسب تقدير المدعي العام. «موضوع» التحقيق هو الشخص الذي يكون سلوكه ضمن نطاق تحقيق هيئة المحلفين الكبرى.
أخبر ترامب المراسلين في 24 يناير 2018، أنه «يتطلع» إلى الشهادة تحت القسم على تحقيق مولر، ربما خلال «أسبوعين أو ثلاثة أسابيع»، لكنه أضاف أنه «يخضع لأوامر محاميه وكل ذلك». ذكرت صحيفة وول ستريت جورنال في 25 فبراير 2018، أن محامي ترامب يدرسون طرقًا للإدلاء بشهادته، شريطة أن تكون الأسئلة التي يواجهُها محدودة النطاق ولا تختبر ذكرياته بطرق ترقى إلى نصب فخ الشهادة الكاذبة. من بين الخيارات التي يدرسوها هي تقديم إجابات مكتوبة على أسئلة مولر وجعل الرئيس يقدم شهادات محدودة وجها لوجه. ذكرت صحيفة واشنطن بوست في 19 مارس 2018، أن محامي ترامب زودوا مكتب مولر «بنص مكتوب يسرد اللحظات الرئيسية والتي تقع قيد التحقيق على أمل تقليص نطاق المقابلة الرئاسية». في مايو 2018، أخبر محامي ترامب، رودي جولياني، بوليتيكو أن فريق مولر رفض اقتراح تقديم الشهادة المكتوبة بدلاً من المقابلة الشفوية. في نهاية المطاف لم يجرِ ترامب المقابلة الشخصية مع المستشار الخاص.

### موضوعات أخرى
ذكرت سي إن إن في 27 فبراير 2018، أن محققي مولر كانوا، مؤخرًا، يسألون الشهود ن أنشطة ترامب في روسيا قبل الحملة بما في ذلك مسابقة ملكة جمال الكون لعام 2013 في موسكو، وناقشات غير ناجحة لبناء برج ترامب موسكو ؛ وإمكانية وجود معلومات فاضحة حول ترامب والتي قد يتكون بعهدة الروس أو يزعمون امتلاكها
ذكرت الإنترسيبت في 2 مارس 2018، أن جاريد كوشنر ووالده تشارلز كوشنر قدموا اقتراحًا إلى وزير المالية القطري، علي شريف العمادي، في أبريل 2017 لتأمين استثمار في أصول 666 في الجادة الخامسة ‏ من محفظة أملاك عائلته، وعندما لم يتم الموافقة على طلبه، قامت مجموعة من دول الشرق الأوسط، بدعم وتوجيه من جاريد كوشنر، بشن هجوم دبلوماسي توج بحصار قطر. كوشنر قوض على وجه التحديد جهود وزير الخارجية ريكس تيلرسون لإنهاء الأزمة.
ذكرت صحيفة نيويورك تايمز في 3 مارس 2018، أن تحقيق مولر كان يدرس الجهود الممكنة من قبل الإمارات العربية المتحدة لشراء نفوذ سياسي من خلال توجيه الأموال إلى حملة ترامب. قابل المحققون مؤخرًا رجل الأعمال اللبناني الأمريكي جورج نادر، وشهود آخرين، حول هذا الموضوع. يقال إن نادر كان زائرًا متكررًا للبيت الأبيض خلال عام 2017، وقد استفسر المحققون عن أي دور لصنع السياسة قد يكون لعبه. يحظر قانون حملة الانتخابات الفيدرالية ‏ على المواطنين الأجانب المساهمة في الانتخابات الأمريكية. ذكرت صحيفة نيويورك تايمز في 6 مارس 2018، أن نادر يتعاون مع تحقيق مولر وشهد أمام هيئة محلفين كبرى خلال الأسبوع السابق. تفحص المحققون محاضر اجتماع عقد في 11 يناير 2017 في سيشيل، شمل ولي عهد الإمارات العربية المتحدة الأمير محمد بن زايد آل نهيان، وحضره نادر. حضر الاجتماع أيضًا كيريل ديميترييف ‏، الرئيس التنفيذي صندوق الاستثمار المباشر الروسي المملوك للدولة، والمقرب من فلاديمير بوتين؛ ومؤسس شركة بلاكووتر إريك برنس، أحد كبار المانحين لترامب ومستشار غير رسمي لحركة انتقال ترامب. وبحسب ما ورد يعتقد المسؤولون الإماراتيون أن الأمير كان يمثل حركة انتقال ترامب وأن ديمترييف كان يمثل بوتين.
طائرة مملوكة لأندري سكوتش - ملياردير روسي خاضع للعقوبات الأمريكية - وصلت إلى سيشيل قبل يوم واحد من وصول الأمير نفسه. كانت واشنطن بوست قد ذكرت في 3 أبريل 2017، أن مسؤولين أمريكيين وأوروبيين وعرب قالوا إن اجتماع سيشيل كان «جزءًا من جهد واضح لإنشاء خط اتصال خلفي بين موسكو والرئيس المنتخب دونالد ترامب». نفى الأمير في 30 نوفمبر 2017، شهادة لجنة الاستخبارات بمجلس النواب بأنه مثل حركة انتقال ترامب أو أن الاجتماع تضمن فتح أي قنوات خلفية. ذكرت واشنطن بوست في 7 مارس 2018، أن مولر قد جمع أدلة تتعارض مع ادعاءات الأمير، وذكرت أي بي سي نيوز في 6 أبريل 2018، أن نادر قد التقى الأمير في فندق في مانهاتن قبل أيام من اجتماع سيشيل وقدم له بعدها معلومات عن السيرة الذاتية لديمترييف. ذكرت سي إن إن في 6 مارس 2018، أن نادر قد تم اعتقاله واستجوابه من قبل مكتب التحقيقات الفيدرالي في مطار دالاس الدولي لدى عودته من رحلة إلى الخارج في 17 يناير، 2018.
قام الوكلاء، المسلحون بأوامر التفتيش، بنسخ محتويات أجهزة نادر الإلكترونية وسلمته أمر استدعاء للمثول أمام هيئة محلفين كبرى في 19 يناير. ذكرت سي إن إن أيضًا أن نادر حضر اجتماعًا في ديسمبر 2016 في نيويورك حضره محمد بن زايد آل نهيان، وسفير دولة الإمارات لدى الولايات المتحدة يوسف العتيبة؛ وثلاثة على الأقل من كبار زملاء ترامب: مايكل فلين، وستيف بانون، وجاريد كوشنر. ذكرت صحيفة وول ستريت جورنال في 2 أبريل 2018، أن محققي مولر قد استفسروا عن العمل الذي أنجزته شركة استشارية خاصة، ويكيسترات، نيابة عن الإمارات العربية المتحدة. يقال إن أحد مؤسسي الشركة، جول زامل، قد سُئِل عن عمله مع بعض العملاء وعلاقته التجارية بجورج نادر. ذكرت الصحيفة أنه، وكما فعل نادر، حاول زامل إقامة علاقة مع إدارة ترامب الجديدة.
ذكرت صحيفة نيويورك تايمز يوم 4 أبريل 2018، أن نادر لديه تاريخ من التعاملات مع روسيا التي يعود تاريخها إلى عام 2012 على الأقل، عندما توسط في صفقة أسلحة بقيمة 4.2 مليار دولار بين روسيا والعراق، وحضر مؤتمرا، مخصص للمدعوين فقط، في موسكو تم تنظيمه من قبل المقربين من فلاديمير بوتين. يقال أن نادر سافر كثيرًا إلى روسيا نيابة عن الإمارات العربية المتحدة، ورافق محمد بن زايد آل نهيان في العديد من تلك الرحلات، والتقطت صورته مع بوتين. ورد أن نادر تلقى، لى الأقل، حصانة جزئية لتعاونه مع تحقيق مويلر. ذكرت التايمز أيضًا أنه تم إيقاف جويل زامل في مطار ريجان الدولي في فبراير 2018 وتم ضبط أجهزته الإلكترونية لفترة وجيزة وقدم لاحقًا شهادته أمام هيئة المحلفين الكبرى، الخاصة بمولر، حول علاقته مع نادر. ذكرت صحيفة نيويورك تايمز يوم 19 مايو 2018، أن ترامب جونيور التقى نادر، والأمير وزامل في برج ترامب في 3 أغسطس 2016. يقال أن نادر أبلغ ترامب جونيور أن وليا عهد المملكة العربية السعودية والإمارات العربية المتحدة حريصان على مساعدة والده في الفوز في الانتخابات. وفقًا لمحامي ترامب جونيور آلان فوتيرفاس ‏، قام زامل بحملة تلاعب في وسائل التواصل الاجتماعي من خلال شركته الإسرائيلية بساي جروب ‏، على الرغم من أن محامي زامل، مارك موكاسي نفى ذلك. ترامب جونيور تفاعل بشكل إيجابي وفقًا لأحد المصادر، على الرغم من أن فوتيرفاس نفى ذلك. عقد نادر لقاءات متكررة مع ستيف بانون ومايكل فلين وجاريد كوشنر. بعد انتخاب ترامب، دفع نادر لزامل مبلغًا كبيرًا من المال يصل إلى مليوني دولار. ذكرت التايمز أن الأمير قد رتب اجتماع أغسطس 2016؛ صرح الأمير في شهادته في 30 نوفمبر 2017، أمام لجنة المخابرات بمجلس النواب بأنه لم يكن لديه علاقات أو اتصالات رسمية، أو أي دور غير رسمي، مع حملة ترامب. ذكرت التايمز في 8 أكتوبر 2018، أنه وفي وقت ما بعد مارس 2016، أن ريك غيتس طلب من بساي جروب تقديم مقترحات للتلاعب بوسائل التواصل الاجتماعي وأبحاث المعارضة ضد كل من المعارضين الرئيسيين لترامب وضد هيلاري كلينتون. وبحسب ما ورد لم يكن غيتس مهتمًا بمقترحات مجموعة بساي، حيث تم تطوير إستراتيجية وسائل التواصل الاجتماعي من داخل حملة ترامب، وليس هناك دليل على أن حملة ترامب اتبعت مقترحات بساي جروب. حصل تحقيق مولر على نسخ من المقترحات واستجوب موظفي بساي جروب.
أفاد موقع أكسيوس في 4 مارس 2018، أنها شاهدت مذكرة استدعاء هيئة محلفين كبرى أرسلها مكتب مولر إلى أحد الشهود في فبراير 2018. لم يعلن موقع أكسيوس عن اسم الشاهد. يقال إن مذكرة الاستدعاء طلبت جميع المراسلات، من 1 نوفمبر 2015، حتى الآن، سواء كان الشاهد هو من أرسلها أو تلقاها «بخصوص» كل من ترامب؛ كارتر بيج ؛ كوري ليفاندوفسكي؛ هوب هيكس؛ كيث شيلر؛ مايكل كوهين؛ بول مانافورت؛ ريك غيتس؛ روجر ستون؛ وستيف بانون. ذكر تقرير لاحق صادر عن شبكة إن بي سي نيوز أن مذكرة الاستدعاء تشمل أيضًا «أوراق العمل وسجلات الهاتف والمستندات الأخرى.» في 5 مارس 2018، تم التعرف على الشاهد على أنه سام نونبرج ‏، والذي عمل مستشارًا للاتصالات في حملة ترامب حتى 2 أغسطس 2015، وبعد ذلك أصبح مستشارًا غير رسميا. صرح نونبيرج بأنه قد تم استدعاءه للمثول أمام هيئة محلفين كبرى في 9 مارس 2018، لكنه سيرفض المثول أمامها أو تقديم أي من مستندات الاستدعاء. بعد العديد من مقابلاته التليفزيونية المتحدية يوم 5 مارس 2018، أعلن نونبيرج في اليوم التالي أنه يخطط للامتثال لاستدعاء المحكمة.
ذكرت صحيفة النيويوركر في 5 مارس 2018، أن كريستوفر ستيل تحدث مع محققي مولر في سبتمبر 2017. أكدت المجلة أن ستيل ناقش وثيقة أخرى كان قد كتبها في نوفمبر 2016 - بعد ملف ستيل - واصفا المناقشات «التي سمعها مسؤول روسي كبير» داخل وزارة الخارجية الروسية: أن الكرملين طلب من ترامب «عبر قنوات غير محددة» بعدم تعيين ميت رومني وزيرا للخارجية. كمرشح للرئاسة في عام 2012، وصف رومني روسيا بأنها «عدوتنا الجيوسياسية رقم واحد». بعد النظر علنا إلى رومني كوزير للخارجية، اختار ترامب في نهاية المطاف ريكس تيلرسون، الذي كان لديه تاريخ طويل من التعاملات التجارية في روسيا وحصل على وسام الصداقة من قبل فلاديمير بوتين في عام 2013.
ذكرت صحيفة واشنطن بوست في 6 مارس 2018، أن مكتب مولر قد طلب وثائق وأجرى مقابلات مع شهود بشأن أنشطة مايكل كوهين، محامي ترامب الشخصي لفترة طويلة. وتفيد التقارير أن المحققين مهتمون بما لا يقل عن قضيتين تتعلقان بالمصالح الروسية، بما في ذلك الإنشاء المقترح لبرج ترامب موسكو و«اقتراح سلام روسي ودود لأوكرانيا تم تسليمه إلى كوهين بواسطة مشرع أوكراني بعد أسبوع واحد من تولي ترامب منصبه.» ذكرت صحيفة نيويورك تايمز، في 10 يناير 2019، أن محققي مولر، وغيرهم من المدعين العامين الفيدراليين، كانوا يحققون في أنشطة أكثر من عشرة من الشخصيات السياسية والتجارية الأوكرانية المتحالفة مع روسيا والذين حضروا حفل تنصيب ترامب، ظاهريًا لتشجيع «خطة السلام» الروسية لأوكرانيا والتي اشتملت على رفع العقوبات ضد روسيا. أجرى أندريه أرتيمينكو ‏، سياسي أوكراني حضر حفل تنصيب ترامب، مقابلة مع مكتب التحقيقات الفيدرالي (FBI) وهيئة المحلفين الكبرى لمولر، حيث التقى بعد أيام من الافتتاح، مع كل من محامي ترامب مايكل كوهين وشريك ترامب السابق فيليكس ساتر، في نيويورك، لتقديم عرض. قام كوهين بتسليم اقتراح أرتيمينكو إلى مايكل فلين قبل أسبوع واحد من استقالة فلين كمستشار للأمن القومي.
ذكرت صحيفة نيويورك تايمز في 7 مارس 2018، أن تحقيق مولر كان على علم بالمحادثات التي أجراها ترامب مع اثنين من الشهود بشأن شهادتهم مع المحققين. في واحدة من المحادثات، طلب ترامب من مستشار البيت الأبيض دون ماكجان إصدار بيان ينكر قصة  نشرتها التايمز في يناير 2018. ذكرت تلك القصة أن مكجان أخبر المحققين أن ترامب أمره بتوجيه وزارة العدل لإقالة مولر. لم يصدر ماكجان البيان قط، وأُبلغ ترامب بأن الرئيس قد طلب منه طرد مولر. ذكرت صحيفة نيويورك تايمز في 18 أغسطس، 2018، أن ماكجان كان يتعاون بشكل مكثف مع تحقيق مولر لعدة أشهر وأنه أصبح هو ومحاميه قلقين من أن ترامب «قرر جعل كبش الفداء بموضوع القرارات التي يمكن أن تفسر على أنها عرقلة للعدالة، مثل إقالة كومي، وذلك من خلال إخبار المحامي الخاص بأنه كان فقط يتّبع نصيحة قانونية رديئة من السيد مكجان.» كما سأل ترامب رئيس الأركان السابق له رينس بريبوس ‏ كيف انتهت مقابلته مع المحققين وما إذا كانت «لطيفة». ذكرت صحيفة التايمز أنه على الرغم من أن «الخبراء القانونيين» ظنوا أن المحادثات ربما لا تشكل عبثًا بشهادات وأراء الشهود، إلا أن الشهود والمحامين الذين علموا بالمحادثات أبلغوا مولر بها.
ذكرت صحيفة نيويورك تايمز في 15 مارس 2018، أن تحقيق مولر قد طلب وثائق من منظمة ترامب، بما في ذلك جميع الوثائق المتعلقة بروسيا. على الرغم من أن النطاق الكامل للمذكرة لم يكن واضحًا، إلا أنها كانت المرة الأولى التي يطلب فيها المحققون مستندات من شركات ترامب. ذكرت صحيفة لوس أنجلوس تايمز في نفس اليوم أن مكتب المستشار الخاص طلب استدعاء أيضًا حملة ترامب للحصول على الوثائق.
ذكرت صحيفة ديلي بيست يوم 22 مارس 2018، أن مولر قد تولى التحقيق في مجموعة القرصنة Guccifer 2.0 بدلا من مكتب التحقيقات الفيدرالي.
ذكرت شبكة إن بي سي نيوز في 30 مارس 2018، أن تيد مالوك ‏، وهو أستاذ ومؤلف أمريكي مقيم في لندن وعمل مع حملة ترامب، قد تم احتجازه واستجوابه من قبل مكتب التحقيقات الفيدرالي قبل يومين من وصوله إلى مطار بوسطن لوغان بعد رحلة من لندن. تم تسليمه استدعاء للمثول أمام محققي مويلر لاستجوابه في 13 أبريل، وتم تسليمه مذكرة لضبط هاتفه وتفتيشه. أخبر مالوك شبكة إن بي سي في رسالة بالبريد الإلكتروني أن عملاء مكتب التحقيقات الفيدرالي سألوه مجموعة متنوعة من الأسئلة، تناولت كل من روجر ستون، المؤلف جيروم كورسي، وويكيليكس. ذكرت سي إن إن أن مالوك قد كتب كتابا سيتم نشره يزعم فيه أن«الدولة العميقة» داخل حكومة الولايات المتحدة لفقت ملف ستيل بغرض تدمير ترامب. تم استدعاء كورسي لاستجوابه من قبل محققي مولر في سبتمبر 2018، وبحلول نوفمبر كان يواجه اتهامات الحنث باليمين. في ذلك الشهر، أظهرت مسودة ملفات محكمة أن كورسي وستون قد تبادلا رسائل البريد الإلكتروني في صيف عام 2016 تشير إلى معرفتهما المسبقة بعملية تسريب البريد الإلكتروني الوشيكة من قبل ويكيليكس. في واحدة من راسائل بريد إلكتروني، طلب ستون من كورسي الاتصال بأسانج، بالمقابل أخبر كورسي المحققين أنه تجاهل ذلك الطلب، على الرغم من أن المحققين وجدوا أنه قد نقل ذلك الطلب إلى شريك في لندن، والذي قدمه كورسي فيما بعد باسم مالوك.
أجرى محققو مويلر مقابلة مع مايكل ر. كابوتو ‏، مستشار الاتصالات السابق في حملة ترامب، في 2 مايو 2018. تم تجنيد كابوتو في حملة ترامب بواسطة بول مانافورت وكان قد عمل سابقًا مع السياسيين الروس. وصرح كابوتو، شريك طويل الأمد لروجر ستون، بعد مقابلته، «من الواضح أنهم ما زالوا يركزون حقًا على تواطؤ روسيا. إنهم يعرفون عن حملة ترامب أكثر من أي شخص عمل هناك.»
ذكرت سي إن إن في 5 مايو 2018، أن محققي مولر قد قابلوا صديق ترامب المقرب ورئيس اللجنة الافتتاحية توم باراك في ديسمبر 2017، وسألوه في المقام الأول عن علاقته مع مانافورت وغيتس، على الرغم من أن وكالة أسوشيتيد بريس ذكرت أن المقابلة كانت أوسع وشملت قضايا تمويل الحملة.
في 9 مايو 2018، أفادت سي إن بس سي أن مكتب مولر كان قد اتصل بعملاق الاتصالات AT&T بخصوص مدفوعات لا تقل عن 200000 دولار، ولكن ربما تصل إلى 600000 دولار، إلى شركة أسسها مايكل كوهين من أجل الحصول على «رؤى داخلية» ضمن إدارة ترامب القادمة. قال متحدث باسم AT&T أنهم قدموا جميع المعلومات التي طلبها المستشار الخاص في نوفمبر وديسمبر 2017.
شهد جلين سيمبسون ‏، أحد مؤسسي فيوجن جي بي إس ‏، أمام اللجنة القضائية بمجلس الشيوخ في 22 أغسطس 2017، أن مكتب التحقيقات الفيدرالي أخبر كريستوفر ستيل - وبعدها أخبر ستيل سيمبسون - أن مكتب التحقيقات الفيدرالي كان يملك «مخبرا من داخل منظمة ترامب»(وبشكل أكثر تحديدًا ، «مخبر داخل حملة ترامب»). لم يشر سمبسون إلى الوقت الذي تلقى ستيل به هذه المعلومات أو متى نقلها إلى سمبسون. ذكرت صحيفة الواشنطن بوست في 8 مايو 2018، أن مخبراً من مكتب التحقيقات الفيدرالي (FBI) ووكالة الاستخبارات المركزية (سي آي أيه) قد قدما معلومات حول الروابط بين روسيا وحملة ترامب إلى محققي مكتب التحقيقات الفيدرالي في وقت مبكر من التحقيق. أثار هذا تكهنات بأن مكتب التحقيقات الفيدرالي قد زرع «مخبرا» داخل حملة ترامب، على الرغم من أنه لم يكن واضحًا إذا ما كان الشخص الذي تحدث عنه سيمبسون هو نفس الشخص الذي تكلمت عنه صحيفة واشنطن بوست. ذكرت صحيفة واشنطن بوست في 9 مايو 2018، أن رئيس لجنة الاستخبارات في مجلس النواب ديفين نونيس قد أرسل طلب استدعاء إلى وزارة العدل لتزويده بجميع الوثائق المتعلقة بالمخبر منذ فترة طويلة؛ نقلت صحيفة بوست عن مذكرة الاستدعاء بأنها «تطلب جميع الوثائق التي تشير إلى أو تتعلق بالفرد المشار إليه في رسالة رئيس مجلس الإدارة نونيس في 24 أبريل 2018، رسالة سرية إلى جلسات النائب العام»، رغم أن نونيس نفى أنه أشار إلى أي فرد محدد. رفضت وزارة العدل الإمتثال على أساس أن الكشف عن المعلومات يمكن أن يعرض حياة أحد كبار المخبرين السريين التابعين لمكتب التحقيقات الفيدرالي ووكالة الاستخبارات المركزية (سي إف آي) ووكالة الاستخبارات المركزية (سي آي أيه)، والبيت الأبيض. وقف الرئيس ترامب إلى جانب وزارة العدل. ذكرت صحيفة نيويورك تايمز في 16 مايو 2018، أن مخبرًا حكوميًا واحدًا على الأقل قد التقى عدة مرات مع مساعدي حملة ترامب كارتر بيج وجورج بابادوبولوس. في اليوم التالي، قام ترامب بتغريدة «نجاح باهر، ظهر كلام بأن مكتب التحقيقات الفيدرالي الخاص بأوباما ’تجسس على حملة ترامب من خلال مخبر مزروع’»
اشارت واشنطن بوست في 9 يناير 2018، أن المصدر الذي أشار إليه سيمبسون ربما لم يكن بالضرورة مخبرًا عن طيب خاطر أو حتى مخبر مباشر، أو أنه تواجد أثناء الحملة، ولكنه ربما أصبح مخبرًا نتيجة لتورطه لاحقًا في ارتكاب المخالفات. ذكرت ناتاشا برتراند، الت كانت وقتها تعمل في بيزنيس إإنسايدر، في 3 يناير 2018، أن أحد المصادر أخبرها أن سيمبسون كان يشير إلى جورج بابادوبولوس، الذي قابله مكتب التحقيقات الفيدرالي لأول مرة بعد سبعة أيام من تنصيب ترامب  وتعاونه مع الإف بي أي - «لتقديم معلومات بشأن أي وكل المسائل التي تراها الحكومة ذات صلة» - بدأ فور اعتقاله في 27 يوليو 2017، ولم يكن شخصا معروفًا للملأ حتى صدور اتهامه في أكتوبر 2017. ذكرت صحيفة نيويورك تايمز في 18 مايو 2018، أن مكتب التحقيقات الفيدرالي أرسل مخبرا للقاء جورج بابادوبولوس في أواخر صيف عام 2016، وللقاء مرارا مع كارتر بيج على مدى الأشهر التالية، وذلك بعد أن حصل مكتب التحقيقات الفيدرالي على أدلة على أن الرجلين كان لهما اتصالات مشبوهة مع الروس. ذكرت الواشنطن بوست في اليوم نفسه أن المخبر قد تقرب من بيج لأول مرة في ندوة في بريطانيا في يوليو 2016، وفي سبتمبر 2016، دعا بابادوبولوس إلى لندن للعمل على ورقة بحثية. في أواخر ذلك الصيف، التقى المخبر أيضًا مع سام كلوفيس ‏، الرئيس المشارك لحملة ترامب في شمال فرجينيا. تم تحديد المخبر على أنه أكاديمي أمريكي يدرس في بريطانيا، لكن كلاً من التايمز والواشنطن رفضتا نشر اسمه. قالت شبكة إن بي سي نيوز بأنه ستيفان هالبر ‏.
ذكرت صحيفة واشنطن بوست في 28 يونيو 2018، أن محققي مولر، وكذلك المحققين البريطانيين، يدرسون العلاقات بين حركة خروج بريطانيا وروسيا وحملة ترامب. ذكرت صحيفة بوست أن محققي مولر قد سألوا بالتحديد شخصين، بما في ذلك مايكل كابوتو ‏، مسؤول الاتصالات السابق في ترامب، عن العلاقات بين شركاء ترامب وزعيم حركة بريغزيت نايجل فاراج. يقال إن تيد مالوك، والذي عمل مع حملة ترامب واستجوبه فيما بعد محققو مولر، كان قريبًا من فاراج.
ذكرت أي بي سي نيوز في 20 سبتمبر 2018، أن مايكل كوهين قد قابل محققي مولر عدة مرات منذ أن أقر بالذنب في تهم سابقة قبل شهر. غطت المقابلات مجموعة واسعة من الموضوعات، بما في ذلك تعاملات ترامب التجارية مع الروس، والتواطؤ المزعوم بين الروس وحملة ترامب وعما إذا كان ترامب أو شركاؤه ناقشوا معه عفوًا رئاسيا عن كوهين.
في أغسطس 2018، تم رفع قضية محكمة محمية أمام بيريل هويل ‏، كبيرة قضاة محكمة مقاطعة العاصمة، والتي تشرف على إجراءات هيئة المحلفين الكبرى. انتعشت القضية مرارًا وتكرارًا بين هويل ومحكمة الاستئناف في دائرة العاصمة على مدار عدة أسابيع، حيث نمت تكهنات صحفية بأن القضية السرية تتعلق بشاهد يطعن في استدعاء مولر. لاحظ مراسلو سي إن إن محامي مولر وهم يدخلون قاعة محكمة هاول في سبتمبر. أكدت شبكة سي إن إن في وقت لاحق أن القضية تنطوي على استدعاء مولر الذي تم الطعن فيه. تم الاستماع إلى القضية من قبل لجنة مؤلفة من ثلاثة قضاة في محكمة الدائرة في 14 ديسمبر، وسط سرية وصلت إلى حد إفراغ الطابق الخامس بأكمله ضمن مبنى المحكمة حتى لا يتمكن الصحفيون من مراقبة الإجراءات أو المشاركين. بعد أربعة أيام، قرر القضاة بأنه يجب على المدعي، وهي شركة أجنبية لم تذكر اسمها، الامتثال لأمر الاستدعاء. استأنفت الشركة الحكم أمام المحكمة العليا في 22 ديسمبر، على الرغم من أنه لم يسبق للمحكمة سماع قضايا محمية. رفضت المحكمة الاستئناف في 8 يناير 2019.

### فضيحة بيانات تحليلات فيسبوك-كامبريدج
ذكرت صحيفة وول ستريت جورنال في 15 ديسمبر 2017، أن مكتب مولر قد طلب واستلم فعلا رسائل البريد الإلكتروني الخاصة بموظفي كامبريدج أناليتيكا، وهي شركة تحليل بيانات عملت لصالح حملة ترامب، في وقت سابق من ذلك العام. ذكرت صحيفة الواشنطن بوست في 20 مارس 2018، أن كريستوفر ويلي ‏، موظف في كامبردج أناليتيكا حتى أواخر عام 2014، قال إن الرئيس التنفيذي السابق لحملة ترامب وكبير الإستراتيجيين في البيت الأبيض ستيف بانون أشرف على العمل عام 2014 في الشركة (التي شارك هو نفسه بتأسيسها) لجمع بيانات فيسبوك عن ملايين الأميركيين واختبار فعالية الرسائل المناهضة للمؤسسة مثل «استنزاف المستنقعات» و«الحالة العميقة»، والتي أصبحت موضوعات ترامب الرئيسية بعد انضمام بانون إلى الحملة في أغسطس 2016. كما تم اختبار آراء الرئيس الروسي فلاديمير بوتين. ذكرت وكالة أسوشيتيد برس في 22 مارس 2018، أن المستشار الخاص يدرس الروابط بين الشركة وحملة ترامب واللجنة الوطنية للحزب الجمهوري، ولا سيما كيفية استخدام بيانات الناخبين في ولايات التنافس.
ذكرت العديد من وكالات الأنباء يوم 4 أبريل 2018، أنه تمت مشاركة بيانات البيانات الخاصة بـ 87 مليون مستخدم على الفيسبوك، بدون موافقتهم، عبر شركة كامبريدج انتالاتيكا، لتأثير على الناخبين ومساعدة ترامب في الفوز في انتخابات 2016. ذكرت صحيفة نيويورك تايمز في 15 مايو 2018، أن وزارة العدل ومكتب التحقيقات الفيدرالي يحققان في كامبريدج انالاتيكا، على الرغم من أنه لم يكن واضحًا ما إذا كان مكتب مولر قد شارك في التحقيق أم لا.

## تكلفة التحقيق
بحلول ديسمبر 2018، كان التحقيق قد كلف قرابة 25 مليون دولار لكنه جمع بالمقابل حوالي 48 مليون دولار. كان أكثر من نصف تكلفة التحقيق يتعلق بتعويضات الموظفين واستحقاقاتهم. وقد تحققت المكاسب في المقام الأول عن طريق الكشف عن الضرائب غير المدفوعة من قبل أهداف في التحقيق، ومصادرة الأصول وجمع الغرامات.

## اتهامات جنائية
قام المستشار الخاص بتوجيه الاتهام إلى 34 شخصًا - سبعة مواطنين أمريكيين و26 مواطنًا روسيًا ومواطن هولندي واحد - وثلاث منظمات روسية. تم توجيه اتهام إلى شخصين إضافيين نتيجة الإحالة إلى مكاتب مكتب التحقيقات الفيدرالي الأخرى.

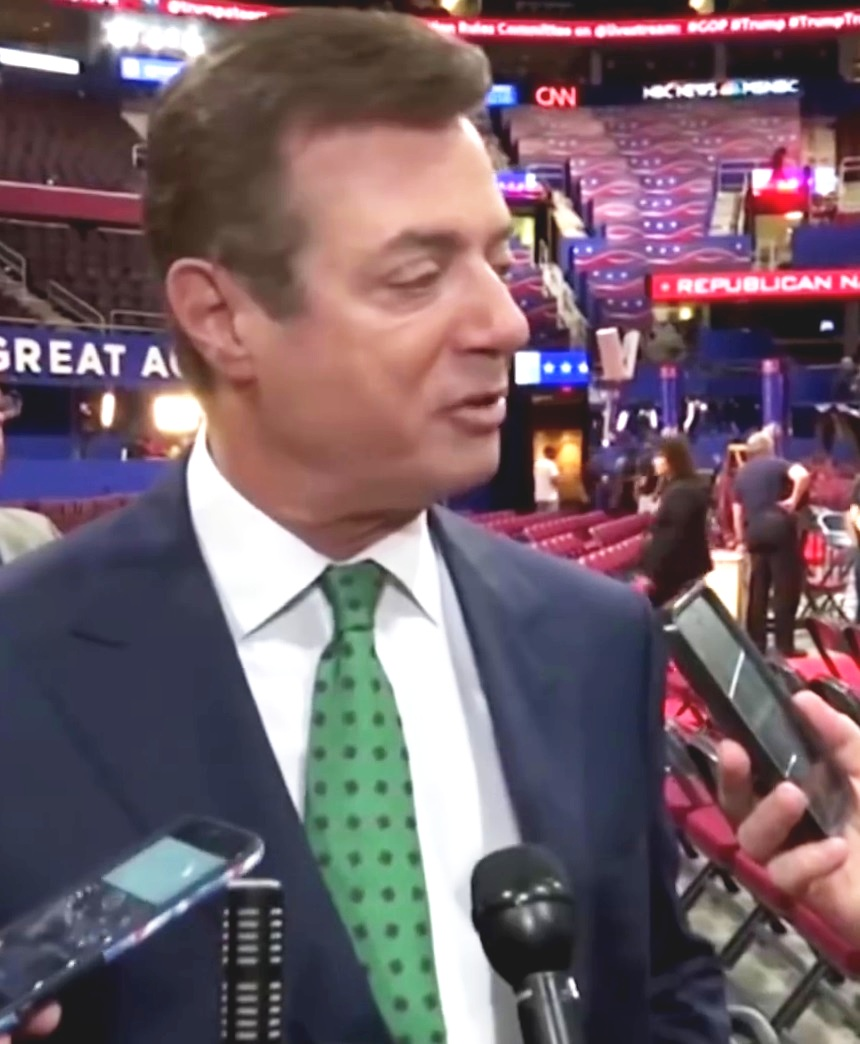
مانافورت يتحدث إلى وسائل الإعلام في المؤتمر الوطني الجمهوري لعام 2016

تم توجيه التهم ضد أعضاء حملة ترامب جورج بابادوبولوس ‏ وبول مانافورت وريك غيتس ومايكل فلين ومايكل كوهين. ووجهت تهم ضد الأمريكي ريتشارد بينيدو الذي ساعد الروس والمحامي أليكس فان دير زوان ‏ وكذلك زميل بول مانافورت كونستانتين كيليمنيك ‏. كما تم اتهام وكالة الأبحاث عبر الإنترنت ومقرها روسيا والمنظمات ذات الصلة والأفراد من الموجهون من قبل يفغيني بريجوزين، ومجموعة من القراصنة الروس يشار إليهم باسم فيكتور نيتيكشو، وآخرون.
في أعقاب الإقرار بالذنب من طرف مايكل كوهين بسبب الكذب على لجنة الاستخبارات في مجلس الشيوخ، صرح العضو البارز مارك وارنر بأن اللجنة قد قامت بإحالات جنائية متعددة لأفراد مختلفين إلى مولر وتواصل فحص شهادات الشهود عن حدوث إفادات كاذبة أخرى. صوتت لجنة الاستخبارات التابعة لمجلس النواب والتي يسيطر عليها الديمقراطيون في فبراير 2019 على إحالة عشرات من شهادات الشهود والآلاف من الوثائق الأخرى إلى مكتب مولر. منعت لجنة الجمهوريين جهود الديمقراطيين لإصدار الوثائق إلى مكتب مولر عندما سيطر الجمهوريون على اللجنة في عام 2018.
في 25 كانون الثاني (يناير) 2019، اعتقل مكتب التحقيقات الفيدرالي روجر ستون، مستشار دونالد ترامب، في غارة قبل الفجر في فلوريدا. تضمنت لائحة الاتهام المقدمة من مكتب المستشار الخاص 7 تهم، بما في ذلك عرقلة العدالة، والتلاعب بالشهود، والكذب على المحققين فيما يتعلق بالتحقيق في التدخل الروسي في انتخابات الولايات المتحدة عام 2016 وتورطهم في ويكيليكس. في وثيقة التهم، زعم المدعون أنه بعد إصدار ويكيليكس الأول لرسائل البريد الإلكتروني التي تم سرقتها من اللجنة الوطنية الديمقراطية في يوليو 2016، «تم توجيه أحد كبار مسؤولي حملة ترامب إلى الاتصال بـ ستون بشأن أي إصدارات إضافية وما هي المعلومات الضارة الأخرى التي حصلت عليها ويكيليكس بشأن حملة كلينتون. أخبر ستون حملة ترامب بعد ذلك عن الإصدارات المستقبلية المحتملة للمواد الضارة من قبل ويكيليكس.» كما زعمت لائحة الاتهام أن ستون ناقش إصدارات ويكيليكس مع العديد من كبار مسؤولي حملة ترامب. بحلول وقت تلك الاتصالات، كان قد تم الإبلاغ علنًا عن أن رسائل البريد الإلكتروني الخاصة باللجنة الوطنية الديمقراطية قد تم اختراقها بواسطة الروس وتم إرسالها إلى ويكيليكس.

## الاستنتاجات
في 22 مارس 2019، أنهى مكتب المستشار الخاص تحقيقه وأرسل التقرير النهائي إلى وزارة العدل. الأمر متروك للنائب العام الحالي، وليام بار، سواء رغب بإصدار التقرير كاملا أم لا. واجه بار ضغطًا من الحزبين من أجل نشر التقرير الكامل للجمهور، بأقصى حد يسمح به القانون.
في 24 مارس 2019، أرسل بر خطابًا من أربع صفحات إلى الكونغرس يلخص فيه نتائج المستشار الخاص فيما يتعلق بالتدخل الروسي وعرقلة العدالة. تم تقسيم الخطاب إلى قسمين: القسم الأول ناقش جهود روسيا للتأثير على الانتخابات الرئاسية الأمريكية لعام 2016، واستكشف القسم الثاني مسألة ما إذا كان ترامب يعرقل العدالة. في القسم الأول، أوضح بار أن المستشار الخاص «لم يجد أن حملة ترامب أو أي شخص يرتبط بها تآمر أو نسق مع روسيا في جهودها للتأثير على الانتخابات الرئاسية الأمريكية 2016». وفقًا لبار، قرر محققو مولر أن هناك جهوظ روسية رئيسية ضمن نطاقين للتأثير في انتخابات عام 2016: «المعلومات المضللة وعمليات التواصل الاجتماعي» و«اختراق الكمبيوتر المصمم لجمع ونشر المعلومات للتأثير على الانتخابات». كما أشار التقرير إلى أنه تم توجيه التهم للعديد من الأفراد الرسوم بسبب أنشطتهم.
صرح بار أن مولر قدم أدلة تؤيد وأخرى تنفي عرقلة تهمة العدالة لكنه لم يصل إلى نتيجة؛ ونقل عن المستشار الخاص قوله «رغم أن هذا التقرير لا يستنتج أن الرئيس ارتكب جريمة، فإنه أيضًا لا يعفيه». قال بار إن التقرير ترك الأمر على وجه التحديد للمدعي العام لتحديد ما إذا كان السلوك الموصوف يمثل جريمة. ثم قال بار إن التقرير لم يحدد «أي إجراءات، في رأينا (بار وروزنشتاين)، تشكل سلوكًا معيقًا، ولديها صلة بحركة معلقة أو متصورة، وتمت بقصد فاسد». أفادت شبكة أن بي سي نيوز أن الفريق القانوني لترامب كان مهتمًا بشكل أساسي بتهم الإعاقة وليس تهم التواطؤ.
صرح بار أن مولر قدم أدلة تؤيد وأخرى تنفي عرقلة تهمة العدالة لكنه لم يصل إلى نتيجة؛ ونقل عن المستشار الخاص قوله «رغم أن هذا التقرير لا يستنتج أن الرئيس ارتكب جريمة، فإنه أيضًا لا يعفيه». قال بار إن التقرير ترك الأمر على وجه التحديد للمدعي العام لتحديد ما إذا كان السلوك الموصوف يمثل جريمة. ثم قال بار إن التقرير لم يحدد «أي إجراءات، في رأينا (بار وروزنشتاين)، تشكل سلوكًا معيقًا، ولديها صلة بحركة معلقة أو متصورة، وتمت بقصد فاسد». أفادت شبكة أن بي سي نيوز أن الفريق القانوني لترامب كان مهتمًا بشكل أساسي بتهم الإعاقة وليس تهم التواطؤ.

## ردود الفعل
حصل تعيين مولر للإشراف على التحقيق على الفور على دعم واسع من الديمقراطيين ومن بعض الجمهوريين في الكونغرس. مع مرور الوقت، بدأ بعض المحافظين، بمن فيهم المعلقون السياسيون لورا إنغراهام، آن كولتر، ورئيسة مجلس النواب السابق نيوت غينغريتش، ينتقدون التحقيق، مؤكدين أنه ينبغي إقالة مولر وإغلاق التحقيق. أصبح شون هانيتي، أحد المؤيدين الأقوياء لترامب، ناقدًا قويًا ومستمرًا لتحقيق مولر في برنامجه التلفزيوني على قناة فوكس نيوز، هانيتي، وبرنامج إذاعي مشترك، عرض سين هانيتي ‏. وقد وصف التحقيق بأنه «مطاردة للساحرات» ووصف مولر بأنه «فاسد، منحاز بشكل مسيء وسياسي». ترامب نفسه، في فبراير 2019، انتقد علنا الأشخاص أو الجماعات المتعلقة بالتحقيقات في الروابط بين شركاء ترامب وروسيا أكثر من 1000 مرة خلال فترة رئاسته.
أثناء التحقيق، زعم ترامب وحلفاؤه زوراً أن مكتب التحقيقات الفيدرالي ووزارة العدل ومولر كانوا متورطين في مؤامرة متقنة وفاسدة ضد ترامب. كما وصف ترامب تحقيق مولر بأنه «مطاردت ساحرات موجه نحو روسيا»، في حين وصفها مؤيد ترامب البارز شون هانيتي بأنها «أكبر فضيحة فساد في التاريخ الأمريكي». في 29 مايو 2018، ذهب ترامب إلى حد التأكيد على أن تحقيق مولر كان يهدف إلى التدخل في انتخابات التجديد النصفي للعام 2018، وهو اتهام عززه هانيتي في برنامج فوكس نيوز في تلك الليلة، قائلاً إن مولر «يريد أن يعرقل الكثير من مؤيدين ترامب الجمهوريين في انتخابات منتصف المدة».
في يونيو 2017، قيل أن ترامب طلب من ماكجان أن يعزل مولر، لكن تم إقناعه بالتراجع عن هذا المسار. وفي يونيو 2017 أيضًا، ورد أن ترامب أمر مساعديه ببدء حملة لتشويه سمعة الشهود المحتملين في التحقيق، بمن فيهم مسؤولو مكتب التحقيقات الفيدرالي أندرو مكابي وجيم ريبيك وجيمس بيكر. تم التعرف على الرجال الثلاثة من قبل كومي كمقربين له. تم نشر أوامر ترامب في يناير 2018 من خلال مجلة السياسة الخارجية. شكك المحامي الرئيسي لترامب جون دود في دقة تلك التقرير.
في 17 مارس 2018، بدا أن ترامب تخلى عن نصيحة محاميه بتفادي الانتقاد المباشر للتحقيق الذي أجراه مولر، قائلاً إن «تحقيق مولر كان لا ينبغي أن يبدأ أبدًا» وأنه كان «صيد للساحرات» وادعى أيضًا أن «هناك تسريبًا هائلاً وكذبًا وفسادًا على أعلى مستويات مكتب التحقيقات الفيدرالي والعدالة والدولة». وفي اليوم التالي، تساءل ترامب عن مدى «الإنصاف» في أن «يضم فريق مولر 13 من الديمقراطيين المتشددين، وبعض كبار مؤيدي هيلاري الشريرة، ولا جمهوريين». لم يلاحظ ترامب أن مولر نفسه جمهوري، وكذلك الرجل الذي عينه، رود روزنشتاين، الذي عينه ترامب. كانت هذه هي المرة الأولى التي ينتقد فيها مولر بالاسم، مما نبه العديد من الجمهوريين البارزين، الذين حذروا ترامب من انتقاد مولر أو إعطاء أي مظهر بأنه يفكر في طرد مولر؛ حذروه من عواقب وخيمة إذا فعل. صرح المحامي الرئاسي تاي كوب في وقت لاحق أن الرئيس «لم يفكر أو يناقش» إقالة مولر.
في يونيو 2018، أكد ترامب أن «تعيين المستشار الخاص غير قانوني تمامًا!» قضت دابني فريدريش، وهي قاضية عينها ترامب في محكمة مقاطعة العاصمة، بأن التعيين كان دستوريًا، كما فعلت هيئة مؤلفة من ثلاثة قضاة، بالإجماع، تابعة لمحكمة الاستئناف في دائرة العاصمة.
في 1 آب (أغسطس) 2018، قال الرئيس ترامب على تويتر إن المدعي العام جيف سيشنز «يجب أن يوقف هذه حملة صيد الساحرة الموجهة في الوقت الحالي، قبل أن يستمر في تلطيخ بلادنا أكثر من ذلك.» في مقابلة نُشرت في 19 سبتمبر 2018، قال ترامب إن التحقيق الذي أجراه مولر كان «أبعد من مطاردة الساحرات» - إنه «خدعة» مع «17 ديموقراطيًا غاضبًا» ارتكبوا أعمالًا «احتيالية».
في 30 كانون الثاني (يناير) 2019، كشف أحد ملفات محكمة في مكتب التحقيقات الفيدرالي (FBI) أن شخصًا ما موجود في روسيا كان يحاول أيضًا تشويه سمعة تحقيق المستشار الخاص من خلال التويتر، وقد تم استخدام وثائق مزيفة في هذا العمل، وفقًا لباحث المعلومات المضللة جوش راسل. حدد الإيداع المقدم من مكتب التحقيقات الفيدرالي FBI أن المستندات المقدمة للدفاع عن كونكورد قد تم تغييرها ونشرها على الويب بشكل غير قانوني. كان حساب تويتر الذي نشر المعلومات غير المعلنة عن كونكورد في أواخر شهر أكتوبر لصفحة ويب منشؤها روسيا.
في 1 مارس 2019، تنبأت مقالة التايم بنتيجة مخيبة للآمال للتحقيق مع الرئيس ترامب، «يرجع جزئياً إلى حملة ترامب الناجحة للتضليل»
رداً على ملخص بار للاستنتاجات النهائية لمولر، علق ترامب قائلاً: "لقد كان ذلك تبرئة كاملة وشاملة"، مضيفًا "إنه من العار أن على بلادنا أن تمر بهذا. لكي نكون صادقين، من العار أن يضطر رئيسكم إلى هذا. "  وبالمثل، قال البيت الأبيض إنه كان "تبرئة كلية وكاملة" للرئيس ترامب، على الرغم من أن ملخص بار نقل عن تقرير مولر أن التحقيق "لا يعفي" ترامب من تهمة عرقلة العدالة". كما أشار ترامب إلى التحقيق باعتباره "عملية هجوم غير قانونية فاشلة".

## الملاحظات
1. ↑  والذي يشار إليه أيضًا باسم تحقيق مولر، والتحقيق في التدخل الروسي في الانتخابات الرئاسية الأمريكية 2016[4][5]
2. ↑  عينه أوباما
3. ↑  أنكرت وزارة العدل تقديم مثل هذا الطلب
4. ↑  بمن فيهم أعضاء في حملة ترامب
5. ↑  أطلق عليه اسم ترامب تاور موسكو  [لغات أخرى]‏

## روابط خارجية
- رسالة إلى الكونغرس من النائب العام ويليام بار توضح نتائج التحقيق الذي أجراه المحامي الخاص روبرت مولر في روسيا.
- الموقع الرسمي لوزارة العدل بالولايات المتحدة: مكتب المستشار الخاص نسخة محفوظة 23 فبراير 2018 على موقع واي باك مشين.
- «بيان مشترك صادر عن وزارة الأمن الداخلي ومكتب مدير الاستخبارات الوطنية حول أمن الانتخابات»، 7 أكتوبر 2016.
- كلمة جيمس كومي الافتتاحية التي تسبق جلسة لجنة الاستخبارات بمجلس الشيوخ في 8 يونيو 2017
- داخل المركز العصبي السري للتحقيق مولر، واشنطن بوست. 2 ديسمبر، 2017.
- «تعرف على فريق مولر»، سي إن إن
- أندرسون، روبرت (9 نوفمبر 2017). «كيف يعمل روبرت مولر في القضية»، تايم.
- يوريش، كارين (10 ديسمبر 2017). "في حيرة بسبب جميع الأخبار حول روسيا والانتخابات الرئاسية عام 2016؟ نحن هنا للمساعدة" نيويورك تايمز.
- فرانك، توماس (12 يناير 2018). «الأموال السرية: كيف جعل ترامب الملايين يبيعون الشقق لمشترين مجهولين.» أخبار BuzzFeed.
- وثائق التقاضي المتعلقة بالتحقيق مولر عبر Lawfareblog.com
- «دليل مرئي لجانب روجر ستون ويكيليكس من التحقيق الروسي»، واشنطن بوست، 28 نوفمبر 2018